# Mosaic
|  | Aquest article tracta sobre un art decoratiu. Vegeu-ne altres significats a «Mosaic (desambiguació)». |

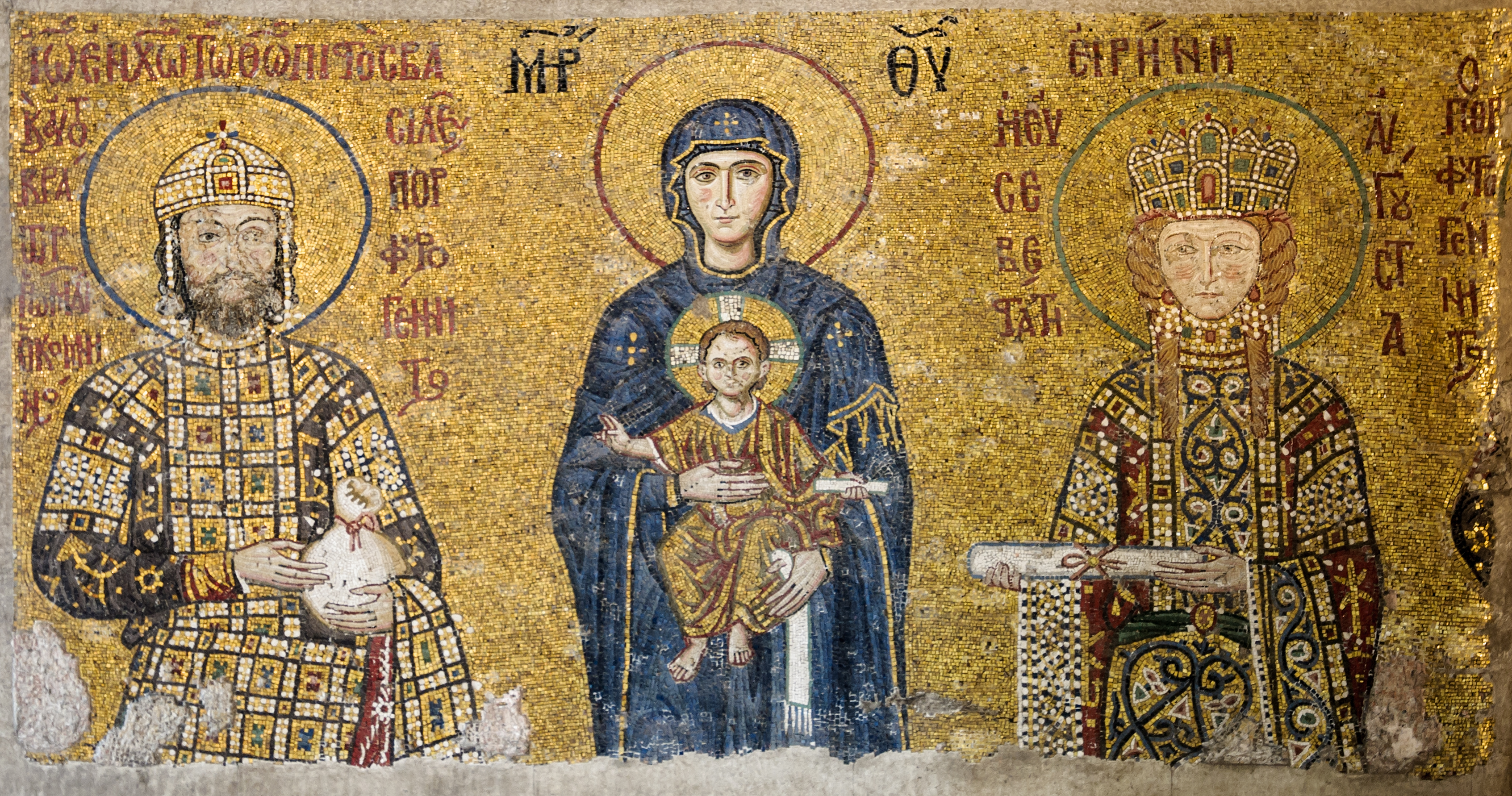
Mosaic de la Mare de Déu amb el Nen flanquejada per Joan II Comnè i la seva muller, Irene d'Hongria, a l'església de Santa Sofia (Istanbul)

Un mosaic, en origen, fou una composició decorativa elaborada a partir de diferents colors i materials, com ara marbre, terracota o vidre.
La creació d'un mosaic és un art molt antic. Ja se n'han trobat que daten de l'edat de bronze, a Creta així com en jaciments arqueològics de Mesopotàmia dels segles iv i iii aC. S'emprava a tot el món antic per a la decoració d'interiors. S'han trobat mosaics del segle iv aC a la ciutat palau macedònia d'Eges, però els terres de mosaic s'associen particularment amb l'arquitectura romana d'habitatges, de Britànnia a Dura Europos. Esplèndids terres de mosaic distingien les vil·les romanes luxoses. A Roma, Neró i els seus arquitectes van emprar mosaics per a cobrir les parets i sostres de la Domus Aurea, construïda el 64 aC.
Amb la construcció de basíliques cristianes a la fi del segle iv, els mosaics de parets i sostres es van adaptar als usos cristians. La major explosió de mosaics cristians tingué lloc en l'Imperi Romà d'Orient, incloent-hi l'exarcat de Ravenna i els territoris romans a Sicília, i a la seva rival Venècia, on hi ha mosaics a l'exterior i l'interior de Sant Marc. A l'Europa occidental, la tècnica de la pintura al fresc va substituir la laboriosa tècnica del mosaic.
Entre els artistes catalans moderns hi ha Antoni Gaudí o Joan Miró.

## Materials

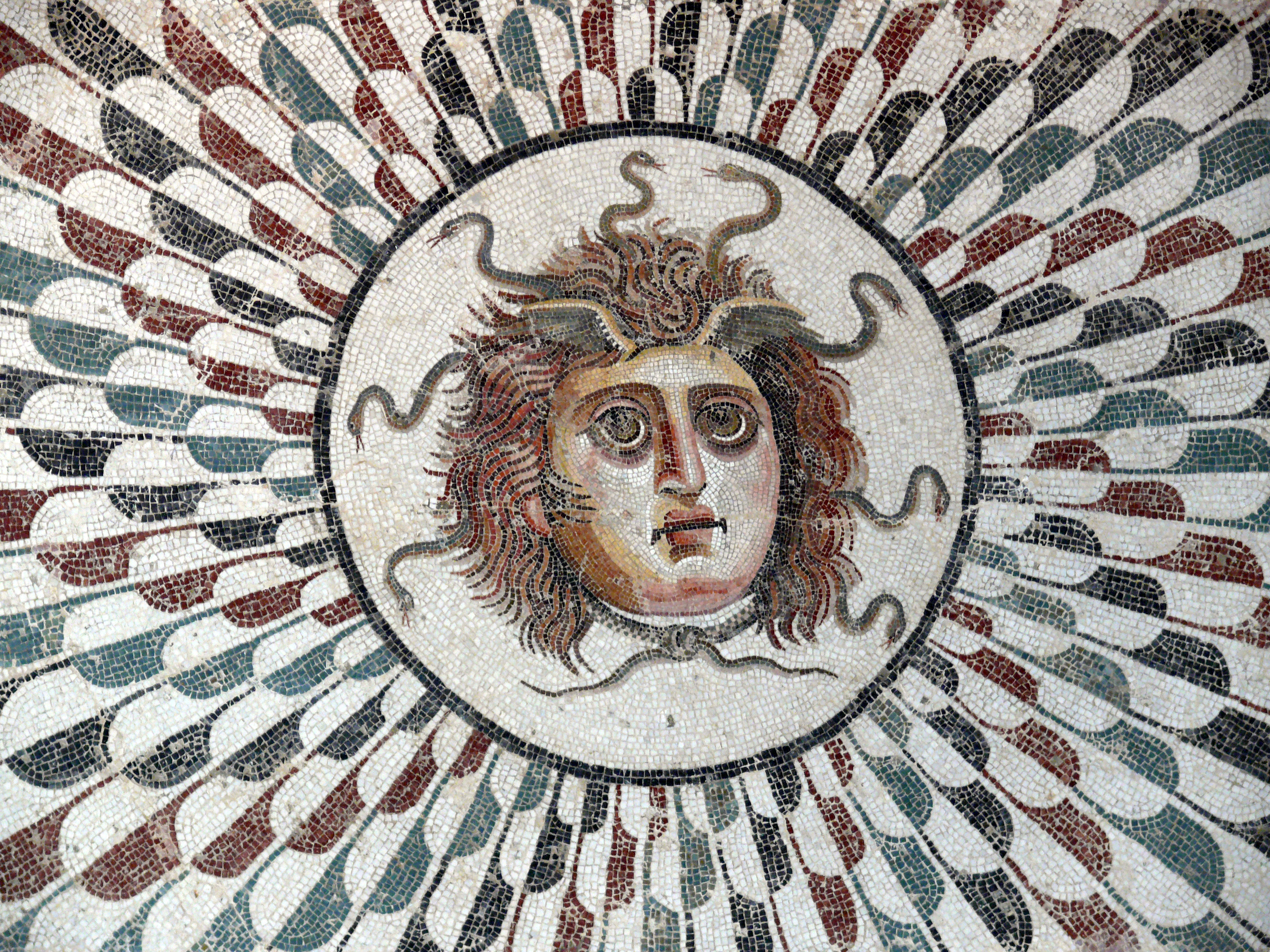
Mosaic romà amb una medusa

Els mosaics tradicionals estan fets de petits cubs tallats de peces aproximadament quadrades de pedra o d'esmalt de vidre fet a mà de diferents colors, coneguts com tesel·les. Alguns dels primers mosaics estaven fets de còdols naturals, utilitzats originalment per reforçar els sòls.
El descoll de mosaic, la tècnica de cobrir objectes amb vidre mosaic es fa amb vidre esmaltat prim i vitrall opac. L'art del mosaic modern està fet de qualsevol material de qualsevol mida, des de pedra tallada, taps d'ampolles i objectes trobats.

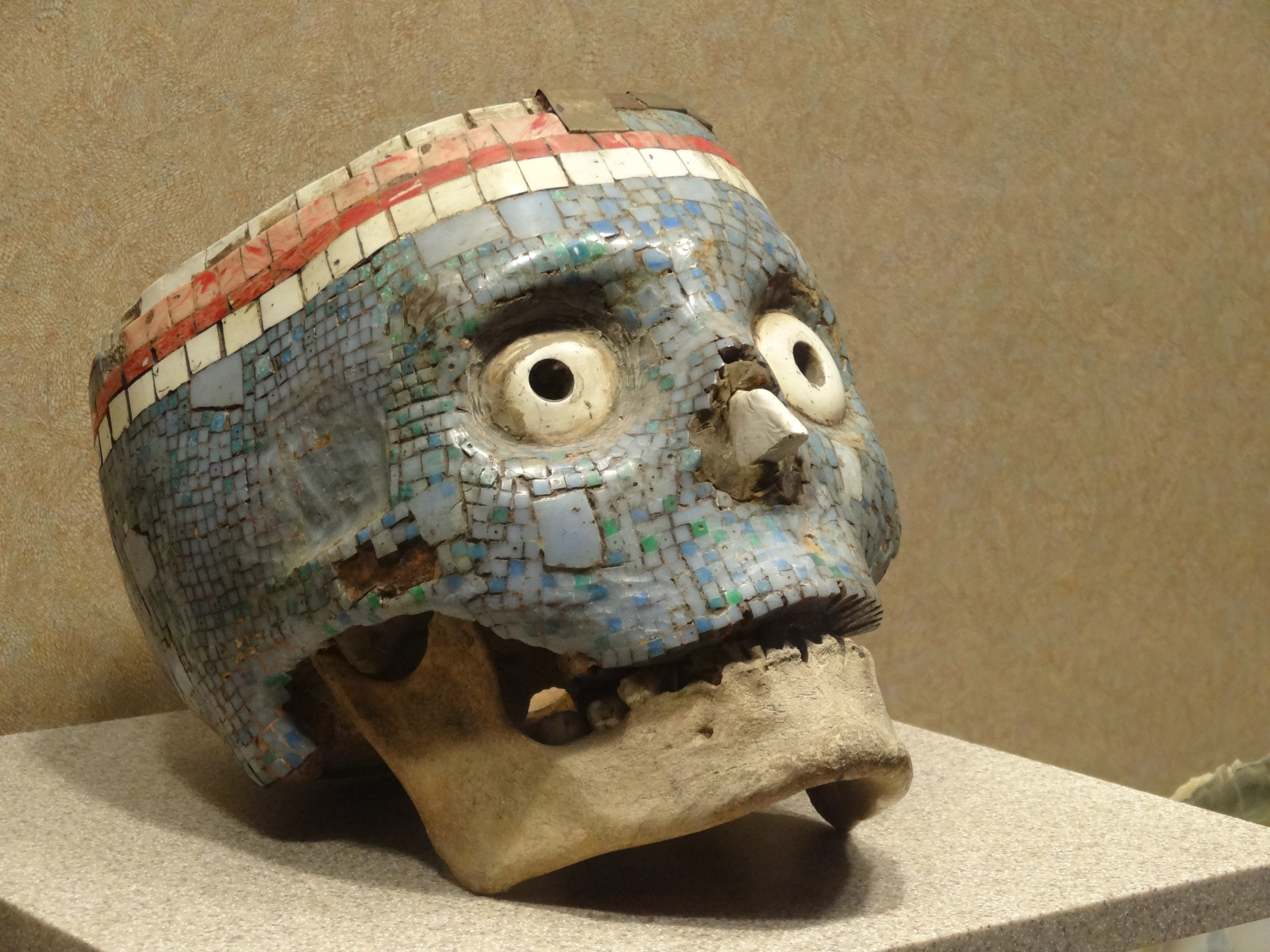
Museu Nacional d'Antropologia de Mèxic

## Història
Els primers exemples coneguts de mosaics fets amb diferents materials es van trobar en un edifici d'un temple a Abra, Mesopotàmia, i daten de la segona meitat del III mil·lenni aC. Consten de peces de pedres de colors, petxines i ivori. Les excavacions a Susa i Chogha Zanbil mostren evidències de les primeres rajoles vidriades, que daten cap al 1500 aC. Tanmateix, els patrons de mosaic no es van utilitzar fins a l'època de l'Imperi Sassànida i la influència romana.

### Grècia i Roma
S'han trobat mosaics de còdols de l'edat del bronze a Tirint; mosaics del segle iv aC es troben a la ciutat-palau del Regne de Macedònia d'Egea, i el mosaic del segle iv aC de Bellesa de Durrës descobert a Durrës, Albània el 1916, n'és un primer exemple figuratiu; l'estil figural grec es va formar majoritàriament al segle iii aC. Els temes mitològics, escenes de caça o altres activitats dels rics, eren populars com a peces centrals d'un disseny geomètric més gran, amb vores molt emfasitzades. Plini el Vell esmenta l'artista Sos de Pèrgam pel seu nom, descrivint els seus mosaics del menjar que havia quedat en unes estances després d'un banquet i d'un grup de coloms bevent d'un bol. Tots dos temes van ser àmpliament copiats.
Els mosaics figurals grecs podrien haver estat pintures copiades o adaptades, una forma d'art molt més prestigiosa, i l'estil va ser adoptat amb entusiasme pels romans, de manera que els grans mosaics de terra van enriquir els sòls de les vil·les hel·lenístiques i els habitatges romans des de Gran Bretanya fins a Dura Europos.
La majoria dels noms registrats dels treballadors de mosaics romans són grecs, cosa que suggereix que dominaven el treball d'alta qualitat a tot l'imperi; sens dubte, la majoria dels artesans corrents eren esclaus. Els millors sòls de mosaic es troben a les vil·les romanes del nord d'Àfrica, en llocs com Cartago, i encara es poden veure a l'extensa col·lecció del Museu del Bardo a Tunis, Tunísia.
Hi havia dues tècniques principals en el mosaic greco-romà: l'opus vermiculatum utilitzava petites tesseles, típicament cubs de 4 mil·límetres o menys, i es produïa en tallers en panells relativament petits que es transportaven al lloc de destí enganxats a algun suport temporal. Les minúscules tesseres van permetre un detall molt fi, i una aproximació a l'il·lusionisme de la pintura. Sovint, petits panells anomenats emblemata s'inserien a les parets o en espais centrals de mosaics de terra més grans. La tècnica normal era l'opus tessellatum, utilitzant tesseres més grans, que es col·locava in situ. Hi havia un estil italià nadiu diferent que utilitzava negre sobre fons blanc, que sens dubte era més barat que el treball en color.
A Roma, Neró i els seus arquitectes van utilitzar mosaics per cobrir algunes superfícies de parets i sostres a la Domus Aurea, construïda l'any 64 dC, i també es troben mosaics murals a Pompeia i llocs propers. No obstant això, sembla que no va ser fins a l'època cristiana que els mosaics de parets figurals es van convertir en una forma important d'expressió artística. L'església romana de Santa Costanza, que va servir de mausoleu per a un o més membres de la família imperial, té tant mosaic religiós com mosaics decoratius del sostre que hi ha sobre una volta rodona, que probablement representen l'estil de la decoració contemporània del palau.
Els mosaics de la Vil·la romana del Casale prop de Piazza Armerina a Sicília són la col·lecció més gran de mosaics tardo-romans in situ del món i estan protegits com a Patrimoni de la Humanitat per la UNESCO. La gran vila rustica, que probablement era propietat de l'emperador Maximià, va ser construïda en gran part a principis del segle iv. Els mosaics van estar coberts i protegits durant 700 anys per una esllavissada de terra que es va produir al segle xii. Les peces més importants són l'Escena del Circ, la Gran Escena de Caça de 64 metres de llarg, la Caça petita, els Treballs d'Hèrcules i les famoses Noies amb bikini, que mostren dones que duen a terme una sèrie d'activitats esportives amb peces que s'assemblen als biquinis del segle xx. El peristil, els apartaments imperials i les termes també estaven decorats amb mosaics ornamentals i mitològics. Altres exemples importants d'art mosaic romà a Sicília van ser descoberts a la Piazza Vittoria de Palerm, on es van descobrir dues cases. Les escenes més importants que s'hi representen són un mosaic d'Orfeu, la caça d'Alexandre el Gran i les quatre estacions.
L'any 1913 es va descobrir a la ciutat líbia de Zliten el mosaic de Zliten, un mosaic romà famós per les seves nombroses escenes de concursos de gladiadors, caça i vida quotidiana. L'any 2000 els arqueòlegs que treballaven a Leptis Magna, Líbia, van descobrir cinc mosaics de colors creats durant el segle I o II dC amb una longitud de 30 peus. Els mosaics mostren un guerrer en combat amb un cérvol, quatre joves lluitant contra un toro salvatge a terra i un gladiador cansat descansant, mirant el seu oponent assassinat. Els mosaics decoraven les parets d'una piscina d'immersió freda en una casa de banys dins d'una vil·la romana. Els estudiosos consideren que el mosaic dels gladiadors és un dels millors exemples d'art del mosaic que s'hagin vist mai: una "obra mestra de qualitat comparable amb el mosaic d'Alexandre de Pompeia".
Un gènere específic de mosaic romà es va anomenar asaroton (en grec significa "pis sense escombrar"). Representava en estil trompe-l'œil les restes de la festa a les estances de les cases riques.

### Mosaics cristians

#### Art paleocristià

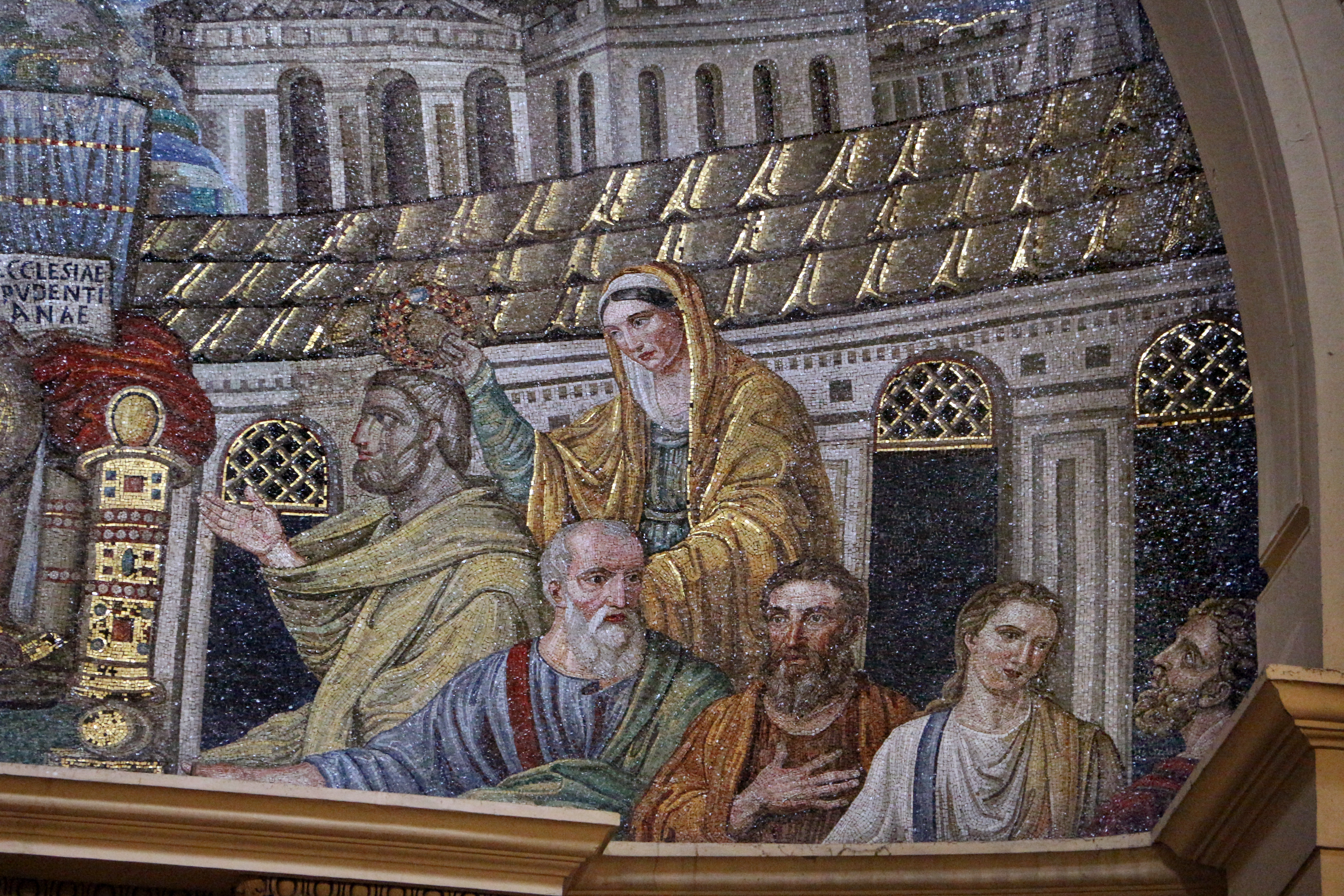
Detall d'un mosaic paleocristià de la Basílica de Santa Pudenciana a Roma, c. 410 aC, representant a santa Pudenciana

Amb la construcció de basíliques cristianes a finals del segle iv, els mosaics de parets i sostres es van adoptar per a usos cristians. Els primers exemples de basíliques cristianes no han sobreviscut, però encara existeixen els mosaics de Santa Constanza i Santa Pudenciana, tots dos del segle iv. Els putti de vinificació del deambulatori de Santa Constanza segueixen encara la tradició clàssica, ja que representen la festa de Bacus, que simbolitza la transformació o el canvi, així que són adequats per a un mausoleu, funció original d'aquest edifici. En una altra gran basílica constantiniana, la Basílica de la Nativitat de Betlem es conserva parcialment el sòl de mosaic original amb motius geomètrics típics romans. L'anomenada Tomba dels Julii, prop de la cripta sota la basílica de Sant Pere, és una tomba de volta del segle iv amb mosaics de paret i sostre que reben interpretacions cristianes. L'arc de Galeri a Tessalònica, convertida en església cristiana al llarg del segle iv, va ser embellida amb mosaics de molt alta qualitat artística. De la decoració original només sobreviuen fragments, especialment els que representen sants amb les mans aixecades en actitud de pregària, davant de complexes fantasies arquitectòniques.
Al segle següent Ravenna, la capital de l'Imperi Romà d'Occident, es va convertir en el centre de l'art del mosaic tardoromà. Milà també va ser la capital de l'imperi occidental al segle iv. A la capella de Sant Aquilí de la basílica de Sant Llorenç, mosaics executats a finals del segle iv i principis del V representen Crist amb els apòstols i el rapte d'Elies; uns mosaics que destaquen pels seus colors brillants, el naturalisme i l'adhesió als cànons clàssics d'ordre i proporció. El mosaic absidal supervivent de la Basílica de Sant Ambròs, que mostra Crist entronitzat entre sant Gervasi i sant Protasi i àngels davant un fons daurat, es remunta al segle v i al segle viii, tot i que fou restaurat moltes vegades més tard. El baptisteri de la basílica, que va ser enderrocat al segle xv, tenia una volta coberta amb tesseres de fulla d'or, de les quals es van trobar grans quantitats en l'excavació del jaciment. Al petit santuari de San Vittore in ciel d'oro, ara una capella de Sant'Ambrogio, totes les superfícies estan cobertes de mosaics de la segona meitat del segle V. Sant Víctor està representat al centre de la cúpula daurada, mentre que figures de sants es mostren a les parets davant un fons blau. Les espines baixes donen espai als símbols dels quatre evangelistes.
Albingaunum va ser el principal port romà de Ligúria. El baptisteri octogonal de la vila va ser decorat al segle v amb mosaics blaus i blancs de gran qualitat que representen els Apòstols. Les restes supervivents estan una mica fragmentades. Massàlia va continuar sent un port pròsper i un centre espiritual cristià al sud de la Gàl·lia, on les condicions socials i econòmiques favorables van assegurar la supervivència de l'art del mosaic als segles V i VI. El gran baptisteri, que va ser l'edifici més gran d'aquest tipus a l'Europa occidental, tenia un mosaic de terra geomètric que només es coneix per descripcions del segle xix. Altres parts del conjunt episcopal també van ser decorades amb mosaics, com ho testimonien les noves troballes, que es van descobrir a la dècada del 2000. L'Abadia de Sant Víctor, construïda en una pedrera extramurs, estava decorada amb mosaics, però només un petit fragment amb volutes blaves i verdes ha sobreviscut a l'intradós d'un arc, ja que la basílica fou enterrada després sota una abadia medieval.
A l'església medieval posterior ha sobreviscut un paviment de mosaic que representa humans, animals i plantes de la catedral original d'Aquileia del segle iv. Aquest mosaic adopta motius pagans com l'escena nilòtica, però darrere del contingut naturalista tradicional hi ha simbolisme cristià com l'ichthys. Les basíliques paleocristianes de Santa Eufèmia del segle vi, que són la Basilica de Santa Eufèmia (Grado) i Santa Maria delle Grazie a Grado també tenen terres de mosaic.

#### Ravenna

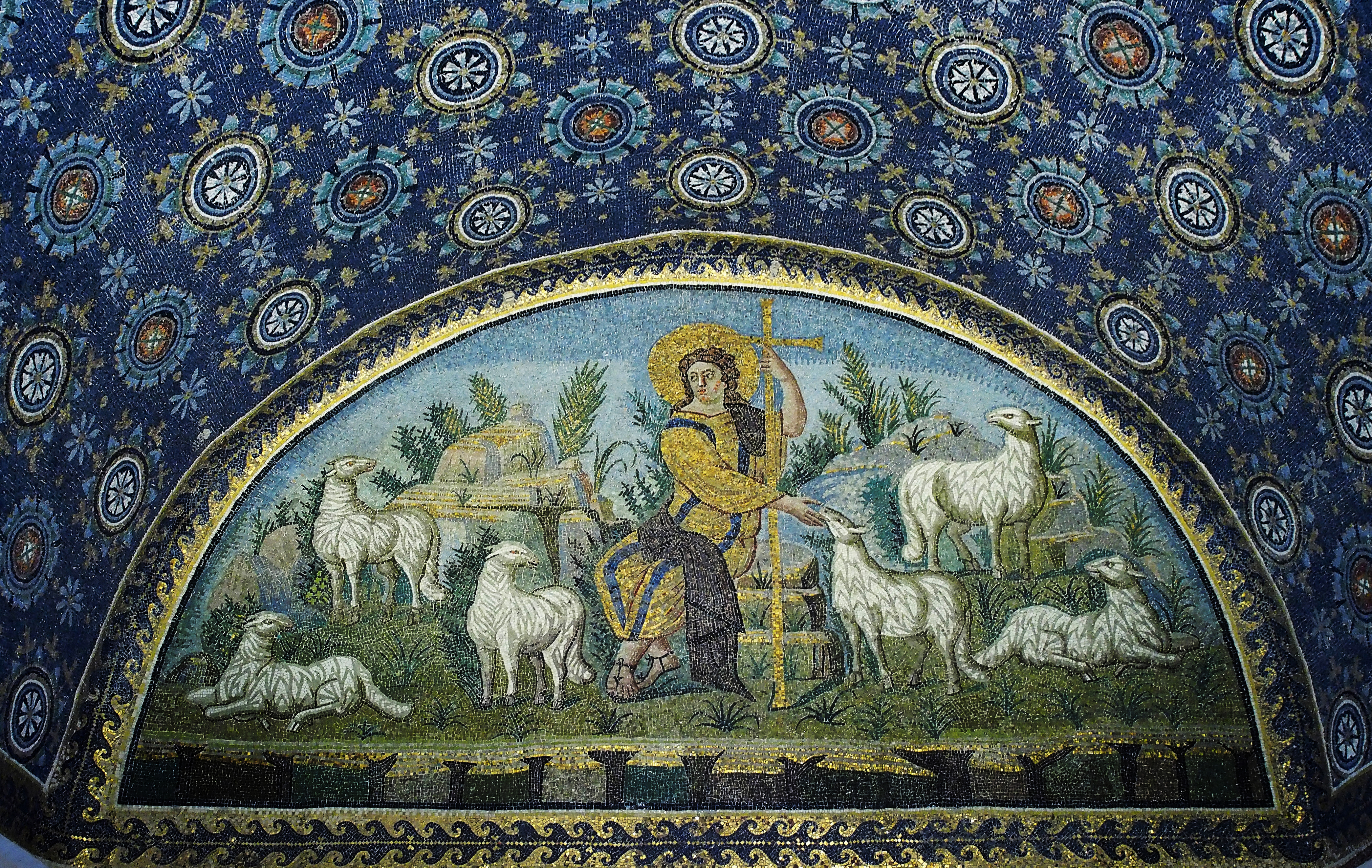
Mosaic del Bon Pastor al Mausoleu de Gal·la Placídia, Ravenna

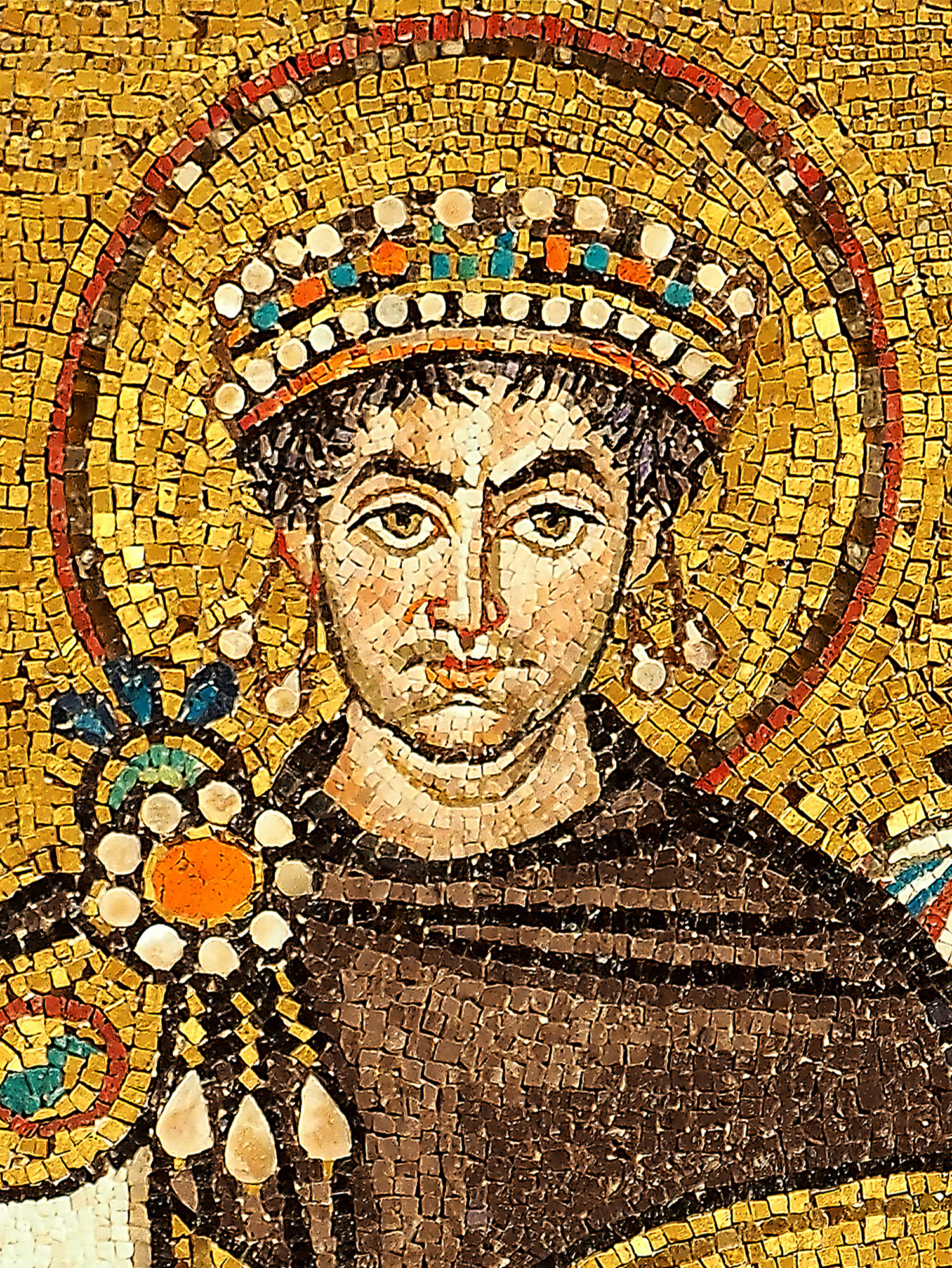
Mosaic de Justinià I a la Basílica de Sant Vidal, Ravenna

Al segle v, Ravenna, la capital de l'Imperi Romà d'Occident, es va convertir en el centre de l'art del mosaic tardoromà. El Mausoleu de Gal·la Placídia va ser decorat amb mosaics d'alta qualitat artística entre els anys 425 i 430. Les voltes de la petita estructura en forma de creu estan revestides de mosaics sobre fons blau. El motiu central sobre l'encreuament és una creu daurada al mig del cel estrellat. Un altre gran edifici fet per Gal·la Placídia va ser l'església de San Giovanni Evangelista. La va erigir en compliment d'un vot que va fer després d'haver escapat d'una tempesta mortal l'any 425 en el viatge per mar de Constantinoble a Ravenna. Els mosaics representaven la tempesta, retrats de membres de la família imperial occidental i oriental i del bisbe de Ravenna, Pere Crisòleg. Només es coneixen per fonts renaixentistes perquè gairebé totes van ser destruïdes el 1747.
Els ostrogots van mantenir viva la tradició al segle vi, tal com testimonien els mosaics del Baptisteri Arrià, el Baptisteri Neonià, la Capella Arquebisbal i els mosaics d'una fase anterior que hi ha a la Basílica de Sant Vidal de Ravenna i la Basílica de Sant Apol·linar el Nou.
Després del 539 Ravenna va ser reconquerida pels romans en forma de l'Imperi Romà d'Orient i es va convertir en la seu de l'Exarcat de Ravenna. El major desenvolupament dels mosaics cristians va ser a la segona meitat del segle vi. Exemples destacats de l'art del mosaic romà d'Orient són els de fase posterior a la basílica de Sant Vidal i la basílica de Sant'Apollinare Nuovo. El mosaic que representa l'emperador sant Justinià I i l'emperadriu Teodora a la basílica de Sant Vidal va ser executat poc després de la conquesta romana d'Orient. Els mosaics de la basílica de Sant'Apollinare in Classe es van fer cap a l'any 549. El tema antiarià és evident al mosaic absidal de San Michele in Affricisco, executat el 545–547 (en gran part destruït; les restes a Berlín).
L'últim exemple de mosaics romans d'Orient a Ravenna va ser encarregat pel bisbe Reparatus entre 673 i 79 a la basílica de Sant'Apollinare in Classe. El panell de mosaic de l'absis que mostra el bisbe amb l'emperador Constantí IV és òbviament una imitació del panell de Justinià a Sant Vidal.

#### Butrot
El paviment de mosaic de la basílica de la plana de Vrina de Butrot, Albània sembla ser d'una generació anterior a la del Baptisteri, ja que data de l'últim quart del segle v o els primers anys del segle vi. El mosaic mostra una varietat de motius, com ara criatures marines, ocells, bèsties terrestres, fruites, flors, arbres i moius abstractes, dissenyats per representar un paradís terrestre de la creació de Déu. Sobreposades a aquest esquema hi ha dues grans tauletes, tabulae ansatae, que porten inscripcions. Una varietat de peixos, un cranc, una llagosta, gambes, bolets, flors, un cérvol i dos dissenys cruciformes envolten la més petita de les dues inscripcions, on diu: En compliment del vot (oració) dels qui Déu sap el nom. Aquesta inscripció dedicatòria anònima és una demostració pública de la humilitat dels benefactors i un reconeixement de l'omnisciència de Déu.
L'abundant varietat de vida natural representada en els mosaics de Butrot celebra la riquesa de la creació de Déu; i alguns elements també tenen connotacions específiques. El gerro i la vinya kantharos fan referència a l'eucaristia, símbol del sacrifici de Crist que condueix a la salvació. Els paons són símbols del paradís i de la resurrecció; mostrats menjant o bevent del gerro indiquen el camí cap a la vida eterna. Els cérvols s'utilitzaven habitualment com a imatges dels fidels que aspiraven a Crist: "Com el cerb anhela els rierols, així la meva ànima anhela per tu, oh Déu". Els ocells aquàtics i els peixos i altres criatures marines poden indicar el baptisme així com els membres de l'Església que són batejats.

#### Roma antiga i altmedieval

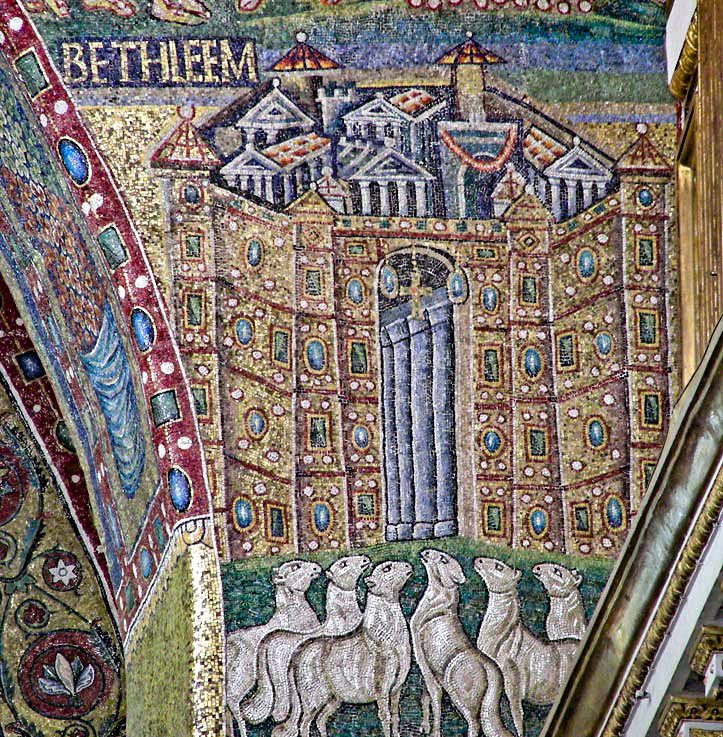
Mosaic del a l'arc de triomf de la Basílica de Santa Maria Major, Roma

L'art del mosaic cristià també va tenir un moment d'efervescència a Roma, disminuint gradualment a mesura que les condicions es feien més difícils a l'Alta edat mitjana. Es poden trobar mosaics del segle v sobre l'arc de triomf i a la nau de la Basílica de Santa Maria Major. Els 27 plafons supervivents de la nau són el cicle de mosaic més important de Roma d'aquest període. Es van perdre dos mosaics més del segle v que coneixem per dibuixos del segle xvii. Al mosaic de l'absis de Sant'Agata dei Goti (462-472, destruït el 1589) Crist estava assegut sobre un globus terraqüi amb els dotze apòstols flanquejant-lo, sis a banda i banda. A Sant'Andrea de Catabarbara (468–483, destruït el 1686) Crist estava al centre, acompanyat a banda i banda per tres apòstols. Quatre rierols brollaven de la petita muntanya que sostenia Crist. El mosaic original de l'absis de la Basílica de Santa Sabina del segle v va ser substituït per un fresc molt semblant de Taddeo Zuccaro l'any 1559. La composició probablement es va mantenir inalterada: Crist flanquejat de sants, assegut en un turó mentre els xais beuen d'un rierol al seu costat. Tots tres mosaics tenien una iconografia semblant.
Les peces del segle vi són rares a Roma, però els mosaics de l'arc de triomf de la Basílica de San Lorenzo fuori le mura pertanyen a aquesta època. La Capella dels sants Primo i Feliciano a Santo Stefano Rotondo té mosaics molt interessants i rars del segle VII. Aquesta capella va ser construïda pel Papa Teodor I com a lloc d'enterrament familiar.
Entre els segles VII i IX, Roma va caure sota la influència de l'art romà d'Orient, notable en els mosaics de la Basílica de Santa Pràxedes, Santa Maria a Domnica, Basílica de Santa Agnès Extramurs, Basílica de Santa Cecília in Trastevere, Santi Nereo i Achilleo i la capella de San Venanzio de Sant Joan del Laterà. El gran menjador del papa Lleó al Palau del Laterà també estava decorat amb mosaics. Totes les mostres de mosaics van ser destruïdes posteriorment llevat d'un exemple, l'anomenat Triclinio Leoniano del qual es va fer una còpia al segle xviii. Una altra gran obra del papa Lleó, el mosaic absidal de Santa Susanna, representava Crist amb el Papa i Carlemany a un costat, i les santes Susanna i Felicitat de l'altra. Va ser arrebossat en una renovació el 1585. El Papa Pasqual I (817–824) va embellir l'església de Santo Stefano del Cacco amb un mosaic absidal que representava el papa amb una maqueta de l'església (destruïda el 1607).
Fragment d'un mosaic del segle viii, l'Epifania és una de les rares peces restants de la decoració medieval de l'Antiga basílica de Sant Pere, enderrocada a finals del segle XVI. El preciós fragment es conserva a la sagristia de Santa Maria in Cosmedin. Demostra l'alta qualitat artística dels mosaics de Sant Pere destruïts.

#### Mosaics romans d'Orient

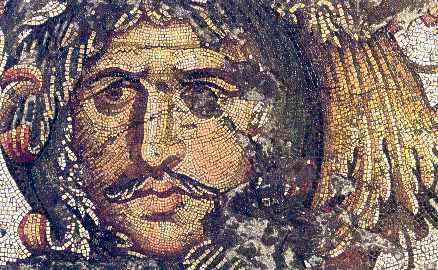
L'anomenat Cabdill gòtic, del peristil amb mosaic del Gran Palau de Constantinoble

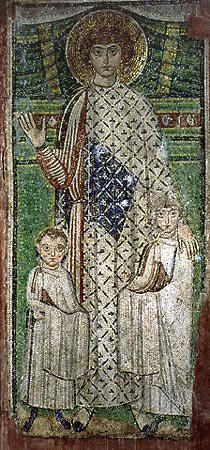
Una representació pre-iconoclasta de Sant Demetri a la basílica d'Hagios Demetrios a Tessalònica.

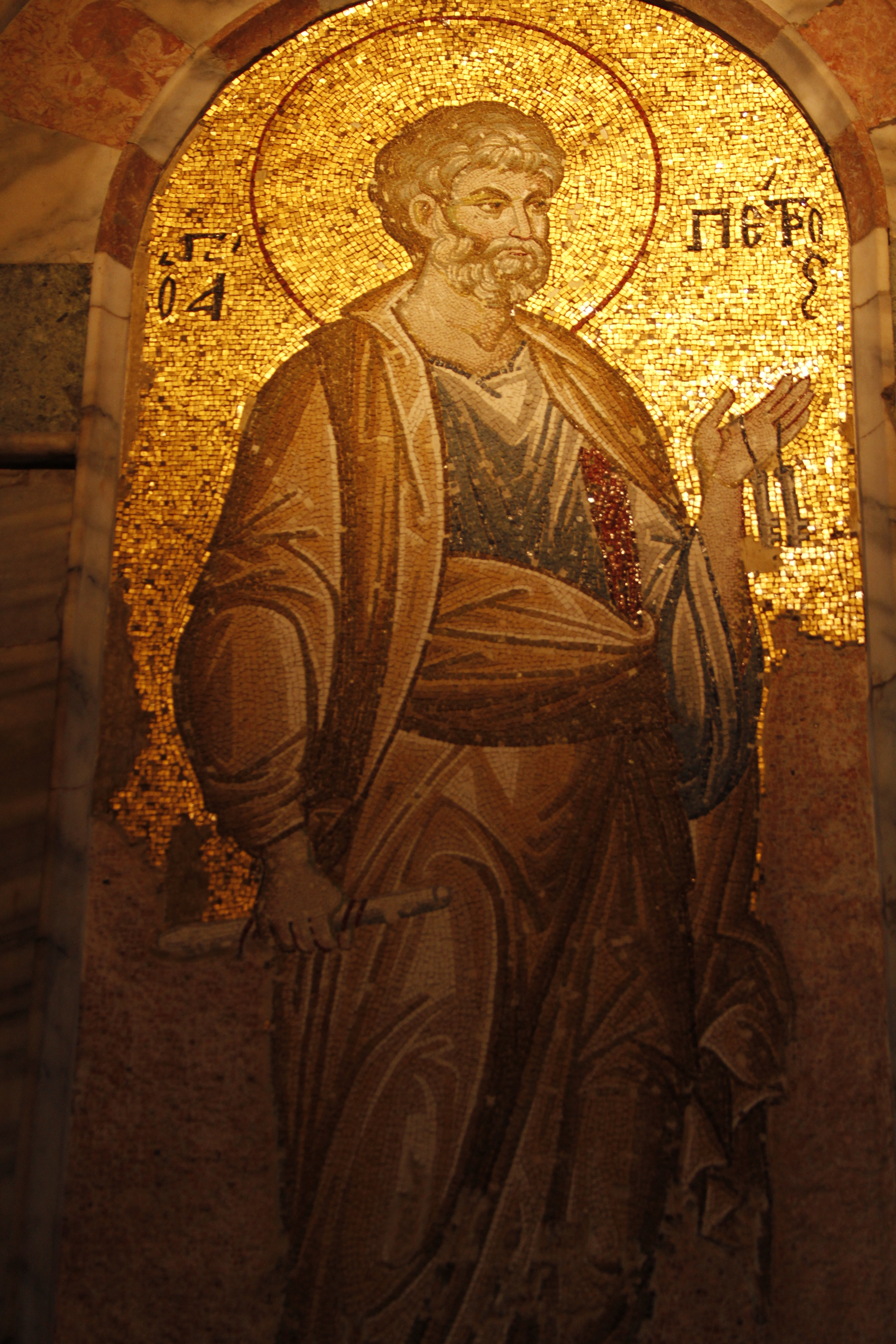
Mosaic de Sant Pere a Sant Salvador de Cora

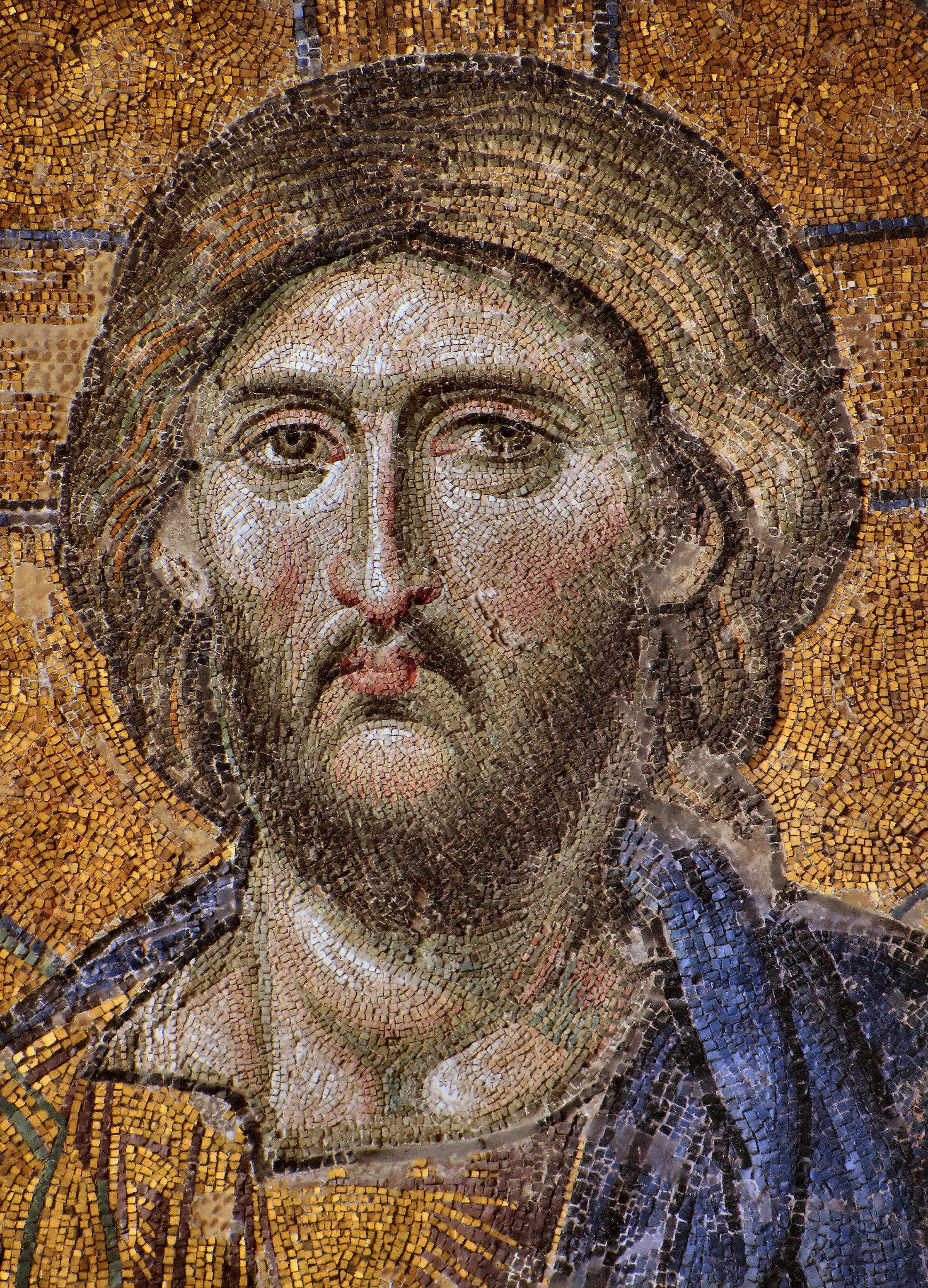
Mosaic del Crist Pantocràtor a Santa Sofia.

Els mosaics eren més centrals a la cultura romana d'Orient que a la d'Europa occidental. Els interiors de les esglésies romanes d'Orient estaven coberts generalment amb mosaics daurats. L'art mosaic va prosperar a l'Imperi Romà d'Orient des dels segles VI fins al XV. La majoria dels mosaics romans d'Orient van ser destruïts sense deixar rastre durant les guerres i les conquestes, però els fragments supervivents encara formen una bona col·lecció.
Els grans edificis de l'emperador Justinià I com Santa Sofia a Constantinoble, l'església de Nea a Jerusalem i l'església reconstruïda de la Nativitat a Betlem van ser certament embellides amb mosaics, però no en va sobreviure cap.
Dels mosaics del terra del Gran Palau de Constantinoble van sobreviure fragments importants, que va ser encarregat durant el regnat de Justinià I. Les figures, els animals, les plantes són totalment clàssiques però estan escampades davant d'un fons llis. El retrat d'un home amb bigoti, probablement un cabdill gòtic, es considera el mosaic més important que es conserva de l'època de Justinià. L'anomenat petit sekreton del palau es va construir durant el regnat de Justí II el Jove al voltant de 565–577. Dels mosaics d'aquesta sala amb volta sobreviuen alguns fragments. Els motius del rotllo de vinya són molt semblants als de Santa Constanza i segueixen de prop la tradició clàssica. Hi ha restes de decoració floral a l'Església dels Acheiropoietos a Tessalònica (segles V-VI).
Al segle vi, Ravenna, la capital de la Itàlia romana d'Orient, es va convertir en el centre de la fabricació de mosaics. Ístria també compta amb alguns exemples importants d'aquesta època. La Basílica Eufrasiana de Poreč va ser construïda a mitjans del segle vi i decorada amb mosaics que representen la Mare de Déu flanquejada per àngels i sants.
Dels mosaics de l'església de Santa Maria Formosa de Pula en resten fragments. Aquestes peces van ser creades durant el segle vi per artistes de Constantinoble. El seu estil romà d'Orient pur és diferent dels mosaics de Ravenna contemporanis.
Molt pocs mosaics romans d'Orient primerencs van sobreviure a la destrucció iconoclasta del segle viii. Entre els rars exemples hi ha el mosaic del Crist en majestat (o la visió d'Ezequiel) del segle vi a l'absis de l'església d'Hosios David a Tessalònica que es va amagar darrere d'una capa de morter durant els moments perillosos. Nou panells de mosaic de l'Església de Sant Demetri, que es van fer entre el 634 i el 730, també van escapar de la destrucció. De manera sorprenent, gairebé tots representen sant Demetri de Tessalònica, sovint amb suplicants davant d'ell. Aquesta iconoclàstia va ser probablement a causa de les creences dels musulmans propers.
A l'època iconoclasta, els mosaics figuratius també van ser condemnats com a idolatria. Les esglésies iconoclastes estaven embellides amb mosaics d'or llis amb una sola gran creu a l'absis com Santa Irene a Constantinoble (després del 740). Hi havia creus similars als absis de l'església de Santa Sofia a Tessalònica i a l'església de la Dormició de Nicea. Les creus van ser substituïdes per la imatge de la Mare de Déu o Theotokos a les dues esglésies després de la victòria dels Iconòduls (787–797 i als segles VIII–IX respectivament, l'església de la Dormició va ser totalment destruïda el 1922).
Una imatge similar de Theotokos flanquejada per dos arcàngels es va fer per a Santa Sofia a Constantinoble l'any 867. La inscripció de la dedicatòria diu: "Les imatges que els impostors havien llançat aquí els emperadors pietosos les han tornat a muntar". A la dècada del 870, l'anomenat gran secreton del Gran Palau de Constantinoble va ser decorat amb les imatges dels quatre grans patriarques iconòduls.
L'època post-iconoclasta va ser l'època de màxima esplendor de l'art romà d'Orient amb els mosaics més bells executats. Els mosaics del Renaixement macedoni (867–1056) van barrejar acuradament el tradicionalisme amb la innovació. Els mosaics constantinopolitans d'aquesta època van seguir l'esquema de decoració utilitzat per primera vegada a la Nea Ekklesia de l'emperador Basili I. No només aquest prototip va ser totalment destruït posteriorment, sinó que cada composició supervivent està malmesa, per la qual cosa és necessari moure's d'església en església per reconstruir el sistema.
Un interessant conjunt de mosaics d'època macedònia conformen la decoració del monestir d'Hosios Loukas o Lluc el Venerable. Al nàrtex hi ha la Crucifixió, el Pantocràtor i l'Anàstasi damunt de les portes, mentre que a l'església la Theotokos (absis), Pentecosta, escenes de la vida de Crist i l'ermita Sant Lluc (tots executats abans del 1048). Les escenes estan tractades amb un mínim de detall i els panells estan dominats amb l'encaix daurat.
El monestir de Nea Moni a Quíos va ser establert per Constantí IX Monòmac el 1043-1056. L'excepcional decoració de mosaic de la cúpula que mostrava probablement els nou ordres dels àngels va ser destruïda el 1822, però altres panells van sobreviure (Theotokos amb les mans alçades, quatre evangelistes amb serafins, escenes de la vida de Crist i una interessant Anàstasi on el rei Salomó s'assembla a Constantí Monòmac). En comparació amb Osios Loukas, els mosaics de Nea Moni contenen més figures, detalls, paisatges i ambientació.
Un altre gran projecte de Constantí Monòmac va ser la restauració de la Basílica del Sant Sepulcre a Jerusalem entre 1042 i 1048. Res va sobreviure dels mosaics que cobrien les parets i la cúpula de l'edifici, excepte l'abat rus Daniel, que va visitar Jerusalem el 1106. El 1107 va deixar una descripció: "Vius mosaics dels sants profetes es troben sota el sostre, sobre la tribuna. L'altar està coronat per una imatge mosaica de Crist. A l'altar major es pot veure el mosaic de l'Exaltació d'Adam. A l'absis l'Ascensió de Crist. L'Anunciació ocupa els dos pilars al costat de l'altar".
El Monestir de Dafní acull el conjunt de mosaics més ben conservats de principis del període comnenà (ca. 1100). En aquest moment la manera austera i hieràtica típica de l'època macedònia i representada per la impressionant imatge de Crist Pantocràtor a l'interior de la cúpula, s'estava transformant en una forma més íntima d'estil delicat, de la qual L'àngel davant sant Joaquim —amb el seu teló de fons pastoral, els seus gestos harmoniosos i el lirisme pensatiu— es considera un excel·lent exemple.
Els mosaics dels segles ix i x de Santa Sofia a Constantinoble són obres d'art romanes d'Orient realment clàssiques. El timpà nord i sud sota la cúpula estava decorat amb figures de profetes, sants i patriarques. Per sobre de la porta principal des del nàrtex podem veure un emperador agenollat davant Crist (finals del segle ix o principis del X). A sobre de la porta des del vestíbul sud-oest fins al nàrtex, un altre mosaic mostra la Theotokos amb Justinià i Constantí I el Gran. Justinià I està oferint el model de l'església a Maria mentre Constantí porta una maqueta de la ciutat a la mà. Tots dos emperadors són imberbes: aquest és un exemple d'arcaització conscient, ja que els governants romans d'Orient contemporanis tenien barba. Un panell de mosaic a la galeria mostra Crist amb Constantí IX Monòmac i l'emperadriu Zoe (1042–1055). L'emperador dona un sac de diners a Crist com a donació per a l'església.
La cúpula de l'església de Santa Sofia de Tessalònica està decorada amb un mosaic de l'Ascensió (c. 885). La composició s'assembla als grans baptisteris de Ravenna, amb apòstols dempeus entre palmeres i Crist al mig. L'esquema és una mica inusual, ja que la fórmula post-iconoclasta estàndard per a les cúpules contenia només la imatge del Pantocràtor.
Hi ha molt pocs mosaics existents del període comnè, una pobresa enganyosa. L'única obra de mosaic del segle xii que es conserva a Constantinoble és un panell a Santa Sofia que representa l'emperador Joan II Comnè i l'emperadriu Irene d'Hongria amb la Theotokos (1122–34). L'emperadriu amb els seus llargs cabells trenats i les galtes rosades és especialment captiva. Deu ser una representació realista perquè Irene era realment una pèl-roja. El retrat adjacent de l'emperador Aleix I Comnè en un moll (del 1122) és igualment personal. El mausoleu imperial dels Comnens, al monestir del Pantocràtor, estava certament decorat amb grans mosaics, però aquests van ser destruïts posteriorment. La manca de mosaics comnènics fora de la capital és encara més evident. Només hi ha una "Comunió dels Apòstols" a l'absis de la catedral de Serres.
Una innovació tècnica sorprenent del període comnè va ser la producció d'icones de mosaic en miniatura molt precioses. Aquestes icones les petites tesseres (amb costats d'1 mm o menys) estaven col·locades sobre cera o resina sobre un panell de fusta. Aquests productes d'extraordinària artesania estaven destinats a la devoció privada. La Transfiguració del Louvre és un bon exemple de finals del segle xii. El mosaic en miniatura de Crist al Museu Nacional de Florència il·lustra la concepció més amable i humanista de Crist que va aparèixer al segle xii.
El saqueig de Constantinoble el 1204 va provocar la decadència de l'art del mosaic durant les cinc dècades següents. Després de la reconquesta de la ciutat per Miquel VIII Paleòleg el 1261, Santa Sofia va ser restaurada i es va fer una nova Deisi a la galeria sud. Aquest enorme panell de mosaic amb figures a una mida de dues vegades i mitja de mida natural és realment aclaparador per la seva gran escala i la seva artesania superlativa. La Santa Sofia Deesis és probablement el mosaic romà d'Orient més famós de Constantinoble.
El monestir de Pammakaristos va ser restaurat per Michael Glabas, un funcionari imperial, a finals del segle xiii. Només va sobreviure la decoració en mosaic de la petita capella funerària (parekklesion) de Glabas. Aquesta capella amb cúpula va ser construïda per la seva vídua, Martha al voltant de 1304–08. A la cúpula en miniatura es pot veure el tradicional Pantocràtor amb dotze profetes a sota. Inusualment l'absis està decorat amb una Deesis, probablement per la funció funerària de la capella.
L'església dels Sants Apòstols de Tessalònica es va construir el 1310–14. Encara que alguns vàndals van eliminar sistemàticament les tesseres d'or del fons, es pot veure que el Pantocràtor i els profetes de la cúpula segueixen el patró tradicional romà d'Orient. Molts detalls són semblants als mosaics de Pammakaristos, per la qual cosa se suposa que el mateix equip de mosaicistes va treballar en ambdós edificis. Un altre edifici amb una decoració de mosaic relacionada és l'església Theotokos Paregoritissa a Arta. L'església va ser establerta pel dèspota de l'Epir el 1294–96. A la cúpula hi ha el tradicional Pantocrator de popa, amb profetes i querubins a sota.
La major obra de mosaic del renaixement paleològic en art és la decoració de l'església de Sant Salvador de Cora a Constantinoble. Tot i que, excepte tres panells, els mosaics de la naos no han sobreviscut, la decoració de l'exonàrtex i l'esonàrtex constitueixen el cicle de mosaics a escala real més important a Constantinoble després de Santa Sofia. Van ser executats cap al 1320 per ordre de Teodor Metoquita. L'esonàrtex té dues cúpules estriades, especialment creades per oferir l'escenari ideal per a les imatges de mosaic dels avantpassats de Crist. La del sud s'anomena la Cúpula del Pantocràtor mentre que la del nord és la Cúpula de la Theotokos. El panell més important de l'esonàrtex representa a Teodor Metoquita amb un enorme turbant, oferint el model de l'església a Crist. Les parets d'ambdós nàrtexs estan decorades amb cicles de mosaic de la vida de la Mare de Déu i la vida de Crist. Aquests panells mostren la influència del trecento italià en l'art romà d'Orient, especialment els escenaris més naturals, els paisatges, les figures.
L'últim mosaic romà d'Orient va ser creat per a Santa Sofia, Constantinoble, a mitjans del segle xiv. El gran arc oriental de la catedral es va esfondrar l'any 1346, fent caure el terç de la cúpula principal. El 1355 no només es va restaurar la gran imatge del Pantocràtor, sinó que es van col·locar nous mosaics a l'arc oriental que representaven la Theotokos, el baptista i l'emperador Joan V Paleòleg (no descobert fins al 1989).
A més dels monuments a gran escala, es van produir diverses icones de mosaic en miniatura d'excel·lent qualitat per a la cort i els nobles de Paleòleg. Els exemples més bonics del segle xiv són l'Anunciació al Victoria and Albert Museum i un díptic de mosaic al Tresor de la Catedral de Florència que representa les Dotze Festes de l'Església.
En els anys turbulents del segle XV, l'imperi fatalment afeblit no es podia permetre uns mosaics de luxe. Les esglésies van ser decorades amb pintures murals en aquesta època i després de la conquesta turca.

#### Roma a l'alta edat mitjana

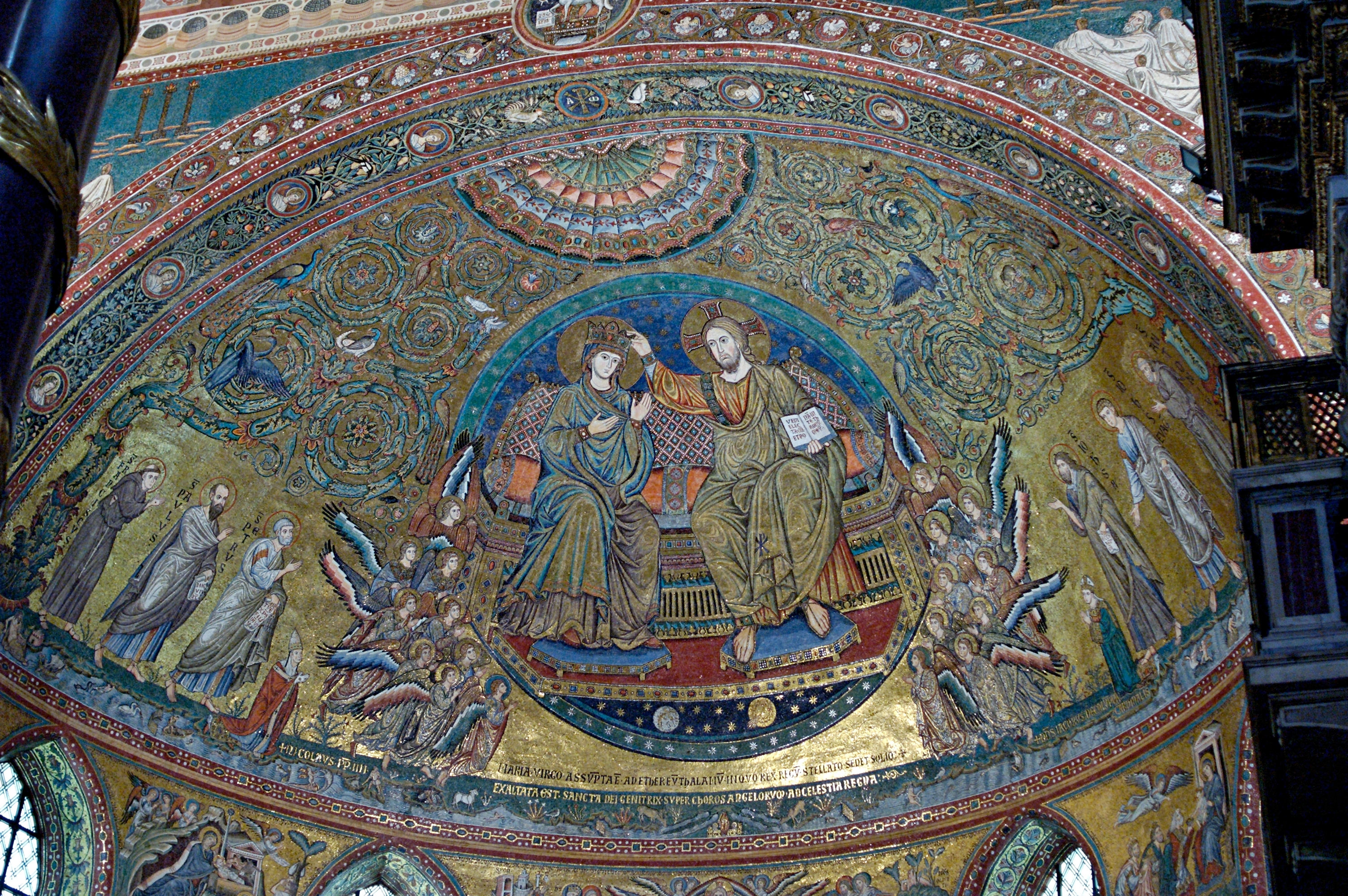
Mosaic absidal a la Basílica de Santa Maria Major

L'últim gran període de l'art del mosaic romà va ser el segle xii-xiii quan Roma va desenvolupar el seu propi estil artístic distintiu, lliure de les estrictes regles de la tradició oriental i amb una representació més realista de les figures de l'espai. Obres conegudes d'aquesta època són els mosaics florals de la Basílica de Sant Climent del Laterà, la façana de Santa Maria in Trastevere i Sant Pau Extramurs. El bell mosaic absidal de Santa Maria in Trastevere (1140) representa Crist i Maria asseguts l'un al costat de l'altre al tron celestial, el primer exemple d'aquest esquema iconogràfic. Un mosaic similar, la Coronació de Maria, decora l'absis de la Basílica de Santa Maria Major. És una obra de Jacopo Torriti de 1295. Els mosaics de Torriti i Jacopo da Camerino a l'absis de Sant Joan del Laterà de 1288 a 1294 van ser restaurats a fons l'any 1884. El mosaic absidal de San Crisogono s'atribueix a Pietro Cavallini, el més gran pintor romà del segle xiii. Sis escenes de la vida de Maria a Santa Maria in Trastevere també van ser executades per Cavallini el 1290. Aquests mosaics destaquen per la seva representació realista i els intents de perspectiva. Hi ha un interessant medalló de mosaic de l'any 1210 sobre la porta de l'església de San Tommaso in Formis que mostra Crist entronitzat entre un esclau blanc i un de negre. L'església pertanyia a l'orde dels Trinitaris que es dedicava a rescatar esclaus cristians.
El gran mosaic de Navicella (1305–1313) a l'atri de l'antic Sant Pere s'atribueix a Giotto di Bondone. El mosaic gegant, encarregat pel cardenal Jacopo Stefaneschi, es trobava originàriament al porxo oriental de l'antiga basílica i ocupava tot el mur sobre l'arcada d'entrada que donava al pati. Representava Sant Pere caminant per les aigües. Aquesta extraordinària obra va ser destruïda principalment durant la construcció del nou Sant Pere al segle xvii. Navicella significa "nau petita" en referència a la gran barca que dominava l'escena, i la vela de la qual, plena de la tempesta, s'alçava sobre l'horitzó. Aquesta representació natural d'un paisatge marí només es coneixia per obres d'art antigues.

#### Sicília

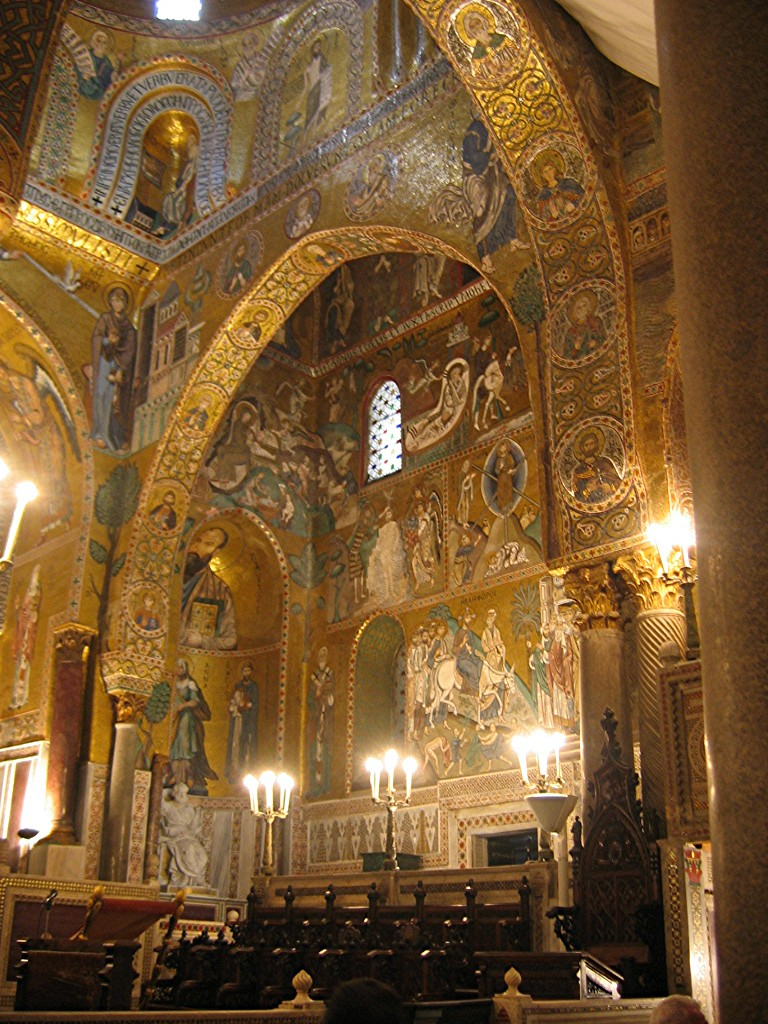
Arcs àrabs i mosaics romans d'Orient a la Capella Palatina de Roger II de Sicília

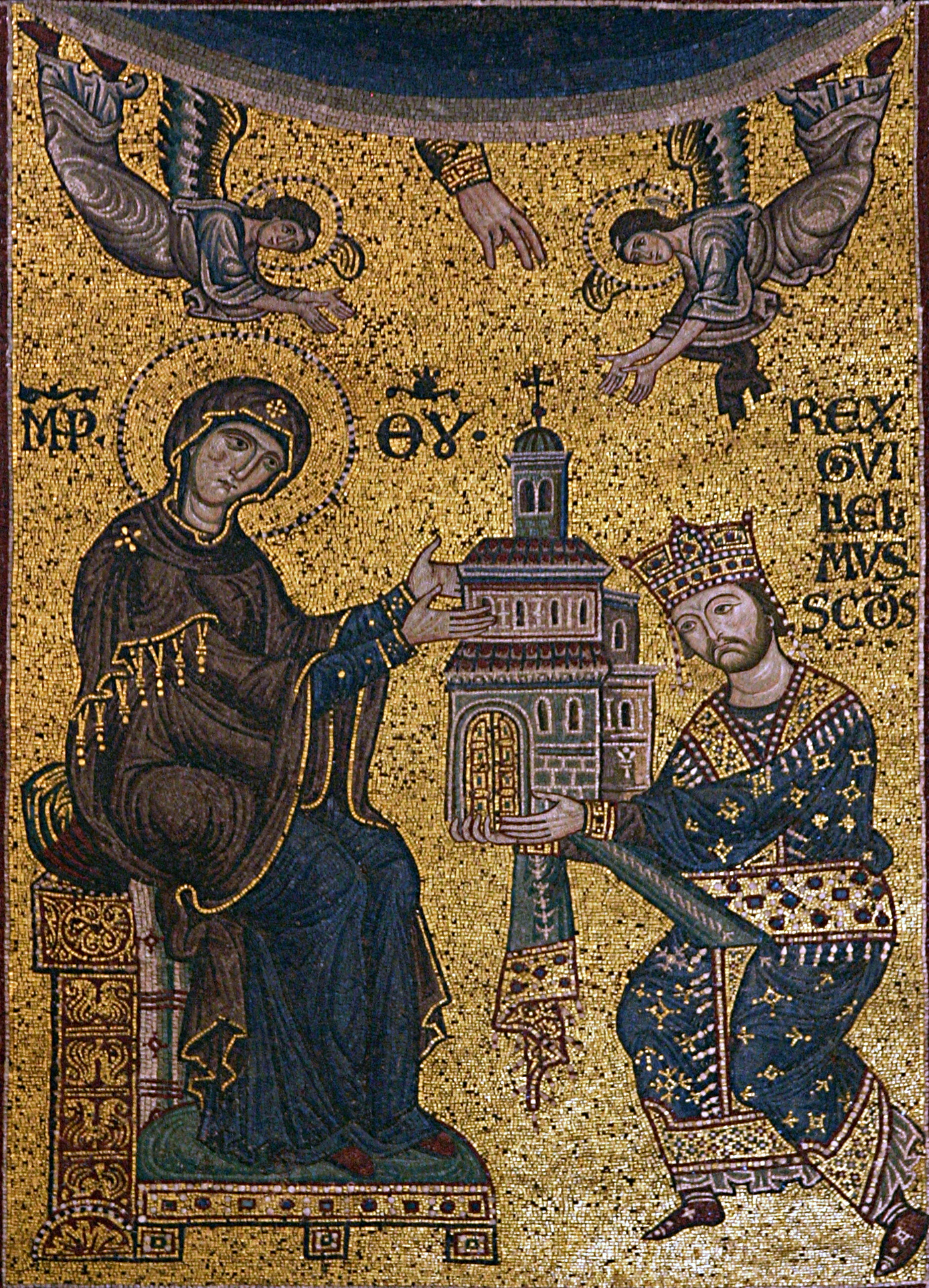
Mosaics de Monreale on es veu Guillem II oferint la catedral de Monreale a la Mare de Déu

El moment àlgid de la fabricació de mosaics a Sicília va ser l'època del regne normand independent al segle xii. Els reis normands van adoptar la tradició romana d'Orient de la decoració del mosaic per millorar la legalitat una mica dubtosa del seu domini. Els mestres grecs que treballaven a Sicília van desenvolupar el seu propi estil, que mostra la influència de les tendències artístiques islàmiques i d'Europa occidental. Els millors exemples de l'art del mosaic sicilià són la Capella Palatina de Roger II, l'església Martorana de Palerm i les catedrals de Cefalù i Monreale.
La Capella Palatina de Palerm mostra clarament evidència de la barreja dels estils oriental i occidental. La cúpula (1142-42) i l'extrem oriental de l'església (1143-1154) estaven decorades amb mosaics típics romans d'Orient, és a dir, Pantocràtor, àngels, escenes de la vida de Crist. Fins i tot les inscripcions estan escrites en grec. Les escenes narratives de la nau (Antic Testament, vida dels sants Pere i Pau) s'assemblen als mosaics de l'antiga basílica de Sant Pere i Sant Pau a Roma (inscripcions llatines, 1154–66).
L'església de la Martorana (decorada cap a l'any 1143) semblava originàriament encara més romana d'Orient tot i que posteriorment es van enderrocar parts importants. El mosaic de la cúpula és semblant al de la Capella Palatina, amb Crist entronitzat al mig i quatre àngels allargats i inclinats. Les inscripcions gregues, els patrons decoratius i els evangelistes de les trompes són, òbviament, executats pels mateixos mestres grecs que van treballar a la Capella Palatina. El mosaic que representa Roger II de Sicília, vestit amb robes imperials romanes d'Orient i rebent la corona de Crist, es trobava originàriament al nàrtex enderrocat juntament amb un altre panell, la Mare de Déu amb Georgios d'Antioquia, el fundador de l'església.
A Cefalù (1148) només l'alt presbiteri gòtic francès estava cobert de mosaics: el Pantocràtor a la semicúpula de l'absis i els querubins a la volta. A les parets hi ha sants llatins i grecs, amb inscripcions gregues.
Els mosaics de Monreale constitueixen la decoració d'aquest tipus més gran d'Itàlia, abastant 0,75 hectàrees amb almenys 100 milions de tesseres de vidre i pedra. Aquesta enorme obra va ser executada entre 1176 i 1186 per ordre del rei Guillem II de Sicília. La iconografia dels mosaics del presbiteri és semblant a la de Cefalù, mentre que els quadres de la nau són gairebé els mateixos que les escenes narratives de la Capella Palatina. El mosaic Martorana de Roger II beneït per Crist es va repetir amb la figura del rei Guillem II en comptes del seu predecessor. Un altre panell mostra el rei oferint la maqueta de la catedral a la Theotokos.
La catedral de Palerm, reconstruïda per l'arquebisbe Walter al mateix temps (1172–85), també va ser decorada amb mosaics, però cap d'ells va sobreviure excepte la imatge del segle xii de la Madonna del Tocco sobre el portal occidental.
La catedral de Messina, consagrada l'any 1197, també va ser decorada amb un gran cicle de mosaics, originàriament a l'alçada de Cefalù i Monreale, però molt malmesa i restaurada moltes vegades més tard. A l'absis esquerre de la mateixa catedral van sobreviure mosaics del segle xiv, que representaven la Mare de Déu i el Nen entre les santes Àgata i Llúcia, els arcàngels Gabriel i Miquel i les reines Eleonora i Elisabetta.
El sud d'Itàlia també formava part del regne normand, però els grans mosaics no van sobreviure en aquesta zona excepte el paviment de mosaic fi de la catedral d'Otranto de 1166, amb mosaics lligats a un arbre de la vida, la majoria encara conservats. Les escenes representen personatges bíblics, reis guerrers, bèsties medievals, al·legories dels mesos i activitat laboral. De la decoració de mosaic original de la catedral normanda d'Amalfi només van sobreviure fragments. Els dos mosaics de les esglésies de Ravello demostren que l'art del mosaic estava molt estès al sud d'Itàlia durant els segles XI-XIII.
Els palaus dels reis normands estaven decorats amb mosaics que representaven animals i paisatges. Els mosaics seculars tenen un caràcter aparentment més oriental que els grans cicles religiosos i mostren una forta influència persa. Els exemples més destacables són la Sala di Ruggero del Palau dels Normands de Palerm i la Sala della Fontana del palau d'estiu de Zisa, totes dues del segle xii.

#### Venècia
A parts d'Itàlia que estaven sota influències artístiques orientals, com Sicília i Venècia, la fabricació de mosaics mai va passar de moda a l'edat mitjana. Tot l'interior de la Basílica de Sant Marc de Venècia està revestit amb elaborats mosaics daurats. Les escenes més antigues van ser executades per mestres grecs a finals del segle xi, però la majoria dels mosaics són obres d'artistes locals dels segles XII-XIII. La decoració de l'església es va acabar només al segle XVI. Cent deu escenes de mosaics a l'atri de Sant Marc es basaven directament en les miniatures del Gènesi Cotton, un manuscrit romà d'Orient que va ser portat a Venècia després del saqueig de Constantinoble (1204). Els mosaics es van executar a la dècada de 1220.
Altres mosaics venecians importants es poden trobar a la catedral de Santa Maria Assumpta de Torcello del segle xii, i a la Basílica de Santi Maria e Donato a Murano amb un mosaic absidal restaurat del segle xii i un bell paviment de mosaic (1140). L'absis de l'església de San Cipriano de Murano estava decorat amb un impressionant mosaic daurat de principis del segle xiii que mostrava Crist entronitzat amb Maria, Sant Joan i els dos sants patrons, Ciprià i Cipriana. Quan l'església va ser enderrocada al segle xix, el mosaic va ser comprat per Frederic Guillem IV de Prússia. Es va tornar a muntar a la Friedenskirche de Potsdam a la dècada de 1840.
Trieste també va ser un centre rellevant de l'art del mosaic. Els mosaics de l'absis de la catedral de San Giusto van ser col·locats per mestres artesans del Vèneto als segles XII-XIII.

#### Itàlia medieval
El monestir de Grottaferrata, fundat per monjos grecs basilians i consagrat pel papa, l'any 1024 estava decorat amb mosaics italoromans d'Orient, alguns dels quals van sobreviure al nàrtex i a l'interior. Els mosaics de l'arc triomfal del presbiteriretraten els dotze apòstols asseguts al costat d'un tron buit, evocant l'ascens de Crist al cel. És una obra romana d'Orient del segle XII. Sobre el portal principal hi ha una bella Deesis del segle xi.
L'abat de Monte Cassino, Desiderius, va enviar missatgers a Constantinoble un temps després de 1066 per contractar experts mosaïcistes romans d'Orient per a la decoració de l'església abacial reconstruïda. Segons el cronista Lleó d'Òstia, els artistes grecs van decorar l'absis, l'arc i el vestíbul de la basílica. La seva obra va ser admirada pels contemporanis, però va ser totalment destruïda en segles posteriors excepte dos fragments que representen llebrers (ara al Museu Monte Cassino). "L'abat en la seva saviesa va decidir que un gran nombre de joves monjos del monestir s'havien d'iniciar a fons en aquestes arts" - diu el cronista sobre el paper dels grecs en el renaixement de l'art del mosaic a la Itàlia medieval.

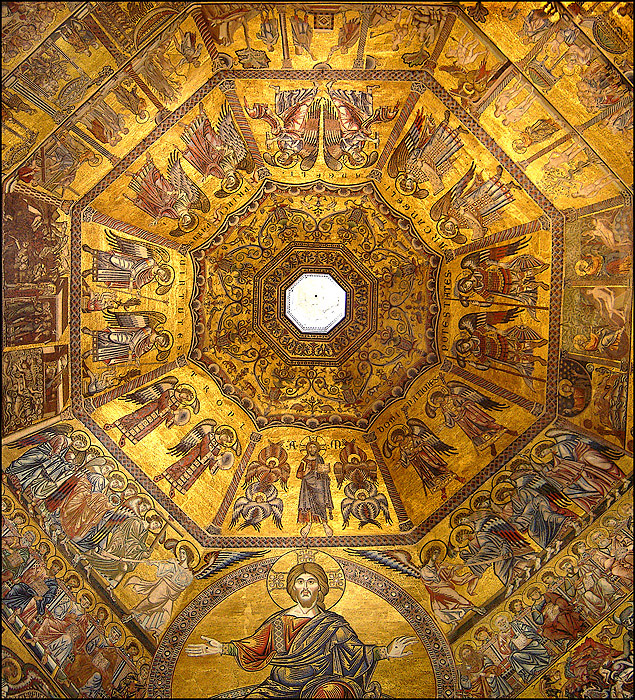
Baptisteri de Florència

A Florència un magnífic mosaic del Judici Final decora la cúpula del Baptisteri. Els primers mosaics, obres d'art de molts artesans venecians desconeguts (incloent probablement Cimabue), daten de 1225. La coberta del sostre probablement no es va acabar fins al segle xiv.
L'impressionant mosaic de Crist en Majestat, flanquejat per la Mare de Déu i Sant Joan Evangelista a l'absis de la catedral de Pisa, va ser dissenyat per Cimabue l'any 1302. Evoca l'estil dels mosaics de Monreale. Va sobreviure al gran incendi de 1595 que va destruir la major part de la decoració interior medieval.
De vegades no només els interiors de les esglésies, sinó també les façanes estaven decorades amb mosaics a Itàlia, com en el cas de la basílica de Sant Marc de Venècia (principalment dels segles XVII-XIX, però els més antics del 1270 al 1275, "L'enterrament de Sant Marc a la primera basílica"), la catedral d'Orvieto (mosaics gòtics daurats del segle xiv, refets moltes vegades) i la basílica de San Frediano a Lucca (hi ha un enorme i impressionant mosaic daurat que representa l'Ascensió de Crist amb els apòstols a sota, dissenyat per Berlinghiero Berlinghieri al segle xiii). La catedral de Spoleto també està decorada a la part superior de la façana amb un enorme mosaic que representa el Crist Beneït (signat per un Solsternus de 1207).

#### Europa occidental i central
Més enllà dels Alps, el primer exemple important de mosaic va ser la decoració de la Capella Palatina d'Aquisgrà, per encàrrec de Carlemany. Van ser completament destruïts en un incendi l'any 1650. Un exemple rar de mosaics carolingis que han sobreviscut és la decoració de semicúpula de l'absis de l'oratori de Germigny-des-Prés construït el 805-806 per Teodulf, bisbe d'Orleans, una figura destacada del renaixement carolingi. Aquesta obra d'art única, redescoberta al segle xix, no va inspirar-ne d'altres.
Hi ha poques restes de mosaics fets durant l'Alta Edat Mitjana. L'abadia de Saint-Martial a Llemotges, originàriament un important lloc de pelegrinatge, va ser totalment enderrocada durant la Revolució Francesa excepte la seva cripta que va ser redescoberta la dècada del 1960. Es va desenterrar un panell de mosaic que estava datat al segle ix. Utilitza de manera una mica incongruent cubs de vidre daurat i marbre verd intens, probablement extrets d'antics paviments. Aquest podria ser també el cas del mosaic de principis del segle ix trobat sota la Basílica de Sant Quintí a la Picardia, on es copien motius antics però utilitzant només colors simples. Els mosaics de la catedral de Saint-Jean de Lió s'han datat al segle XI perquè utilitzen els mateixos colors simples moderns. Es van trobar més fragments al jaciment de Saint-Croix a Poitiers que podrien ser del segle vi o IX.
El fresc més tardà va substituir la tècnica més laboriosa del mosaic a Europa occidental, encara que de vegades s'utilitzaven mosaics com a decoració a les catedrals medievals. La reial basílica dels reis hongaresos a Székesfehérvár (Alba Regia) tenia una decoració de mosaic a l'absis. Probablement va ser una obra d'artesans venecians o ravenesos, executada a les primeres dècades del segle xi. El mosaic va ser destruït gairebé del tot juntament amb la basílica al segle xvii. La Porta Daurada de la Catedral de Sant Vito de Praga va rebre el seu nom del mosaic daurat del segle xiv del Judici Final sobre el portal. Va ser executat per artesans venecians.

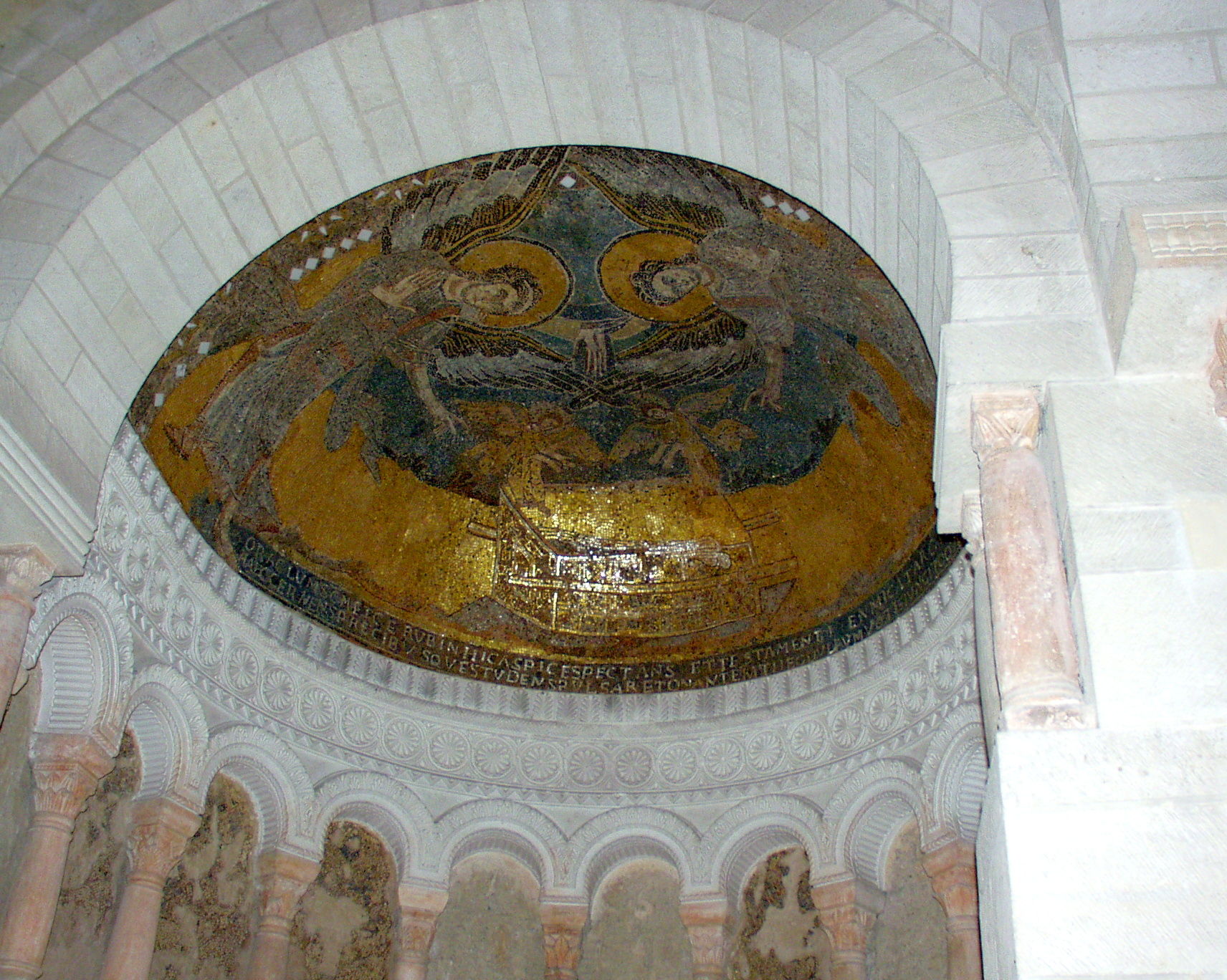
Mosaic carolingi a Germigny-des-Prés

Els croats de Terra Santa també van adoptar la decoració de mosaic sota la influència romana d'Orient local. Durant la reconstrucció del segle XII de la Basílica del Sant Sepulcre de Jerusalem, van complementar els mosaics romans d'Orient existents amb els nous. Gairebé cap va sobreviure amb l'excepció de l'"Ascensió de Crist" a la capella llatina (ara envoltada de manera confusa per molts mosaics del segle XX). Es van conservar els fragments més importants de la decoració en mosaic del segle XII de la Basílica de la Nativitat de Betlem. Els mosaics de la nau estan disposats en cinc bandes horitzontals amb les figures dels avantpassats de Crist, els concilis de l'Església i els àngels. En els absis es pot veure l'Anunciació, la Nativitat, l'Adoració dels Reis Mags i la Dormició de la Mare de Déu. El programa de redecoració de l'església es va completar l'any 1169 com una col·laboració única de l'emperador romà d'Orient, el rei de Jerusalem i l'Església llatina.
L'any 2003 es van descobrir les restes d'un paviment de mosaic sota les ruïnes del monestir de Bizere prop del riu Mureș a l'actual Romania. Els panells representen animals reals o fantàstics, representacions florals, solars i geomètriques. Alguns arqueòlegs van suposar que era el terra d'una església ortodoxa, construïda entre els segles x i xi. Altres experts afirmen que va formar part del posterior monestir catòlic del mateix indret perquè mostra els signes d'una forta influència italiana. El monestir estava situat en aquella època al territori del Regne d'Hongria.

#### Renaixement i barroc
Encara que els mosaics van passar de moda i van ser substituïts per frescos, alguns dels grans artistes del Renaixement també van decidir treballar amb l'antiga tècnica. La Creació del món de Rafael a la cúpula de la capella Chigi a la Basílica de Santa Maria del Popolo és un exemple notable que va ser executat per un artesà venecià, Luigi di Pace.
Durant el papat de Climent VIII (1592–1605), es va establir la "Congregazione della Reverenda Fabbrica di San Pietro", que va proporcionar una organització independent encarregada de completar les decoracions de la basílica de Sant Pere, de nova construcció. Enlloc de frescos, la basílica estava decorada principalment amb mosaics. Entre les explicacions per aquest fet hi ha:
1. L'antiga basílica de Sant Pere havia estat decorada amb mosaic, com era habitual a les esglésies construïdes durant l'època paleocristiana; el segle XVII s'havia de seguir la tradició per potenciar la continuïtat.
2. En una església com aquesta amb murs alts i poques finestres, els mosaics eren brillants i reflectien més llum.
3. Els mosaics tenen més durabilitat que els frescos o els llenços.
4. Els mosaics s'associen millor amb la decoració amb joies, i són símbol de riquesa.

Els mosaics de Sant Pere mostren sovint composicions barroques animades basades en dissenys o teles com Ciro Ferri, Guido Reni, Domenichino, Carlo Maratta i molts altres. Rafael està representat per una rèplica en mosaic d'aquesta darrera pintura, la Transfiguració. Molts artistes diferents van contribuir als mosaics dels segles XVII i XVIII a Sant Pere, com Giovanni Battista Calandra, Fabio Cristofari (mort el 1689) i Pietro Paolo Cristofari (mort el 1743). Les obres de la Fabbrica s'utilitzaven sovint com a obsequi papal.

#### L'Orient cristià

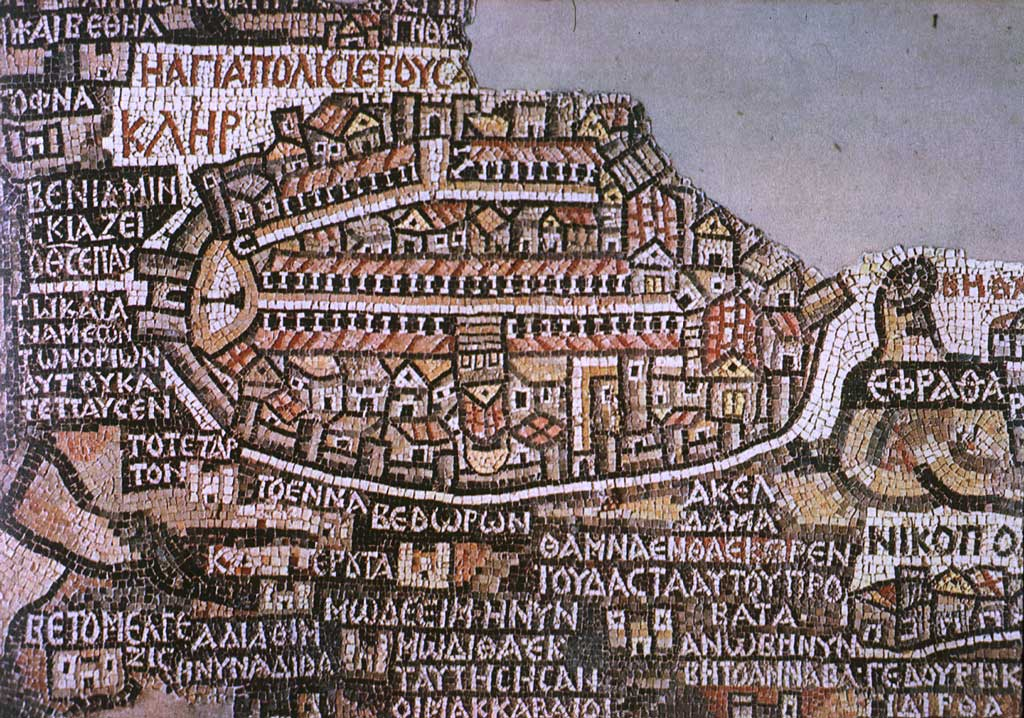
Jerusalem, al mapa de Madaba

Les províncies orientals de l'Imperi Romà d'Orient van heretar una forta tradició artística de l'Antiguitat tardana. De manera semblant a Itàlia i Constantinoble, les esglésies i els edificis seculars importants de la regió de Síria i Egipte van ser decorats amb panells de mosaic elaborats entre els segles V i VIII. La gran majoria d'aquestes obres d'art van ser destruïdes posteriorment, però les excavacions arqueològiques van descobrir molts exemples que havien sobreviscut.
La peça més important de l'art del mosaic cristià romà d'Orient a l'Orient és el Mapa de Madaba, fet entre 542 i 570 al terra de l'església de Sant Jordi a Madaba, Jordània. Va ser redescoberta l'any 1894. El Mapa de Madaba és la representació cartogràfica més antiga que es conserva de Terra Santa. Representa una àrea que s'estén des del Líban al nord fins al delta del Nil al sud, i des de la mar Mediterrània a l'oest fins al Desert d'Aràbia. L'element més gran i detallat de la representació topogràfica és Jerusalem, al centre del mapa. El mapa està enriquit amb molts elements naturals, com animals, barques de pesca, ponts i palmeres.
Un dels primers exemples d'art mosaic romà d'Orient a la regió es pot trobar al mont Nebo, un important lloc de pelegrinatge a l'època romana d'Orient on Moisès va morir. Entre els nombrosos mosaics del segle vi que hi ha al conjunt de l'església (descoberts després de 1933) el més interessant es troba al baptisteri. El mosaic de terra intacte cobreix una superfície de 9x3 metres i es va establir l'any 530. Representa escenes de caça i pastoral amb una rica flora i fauna de l'Orient Mitjà.

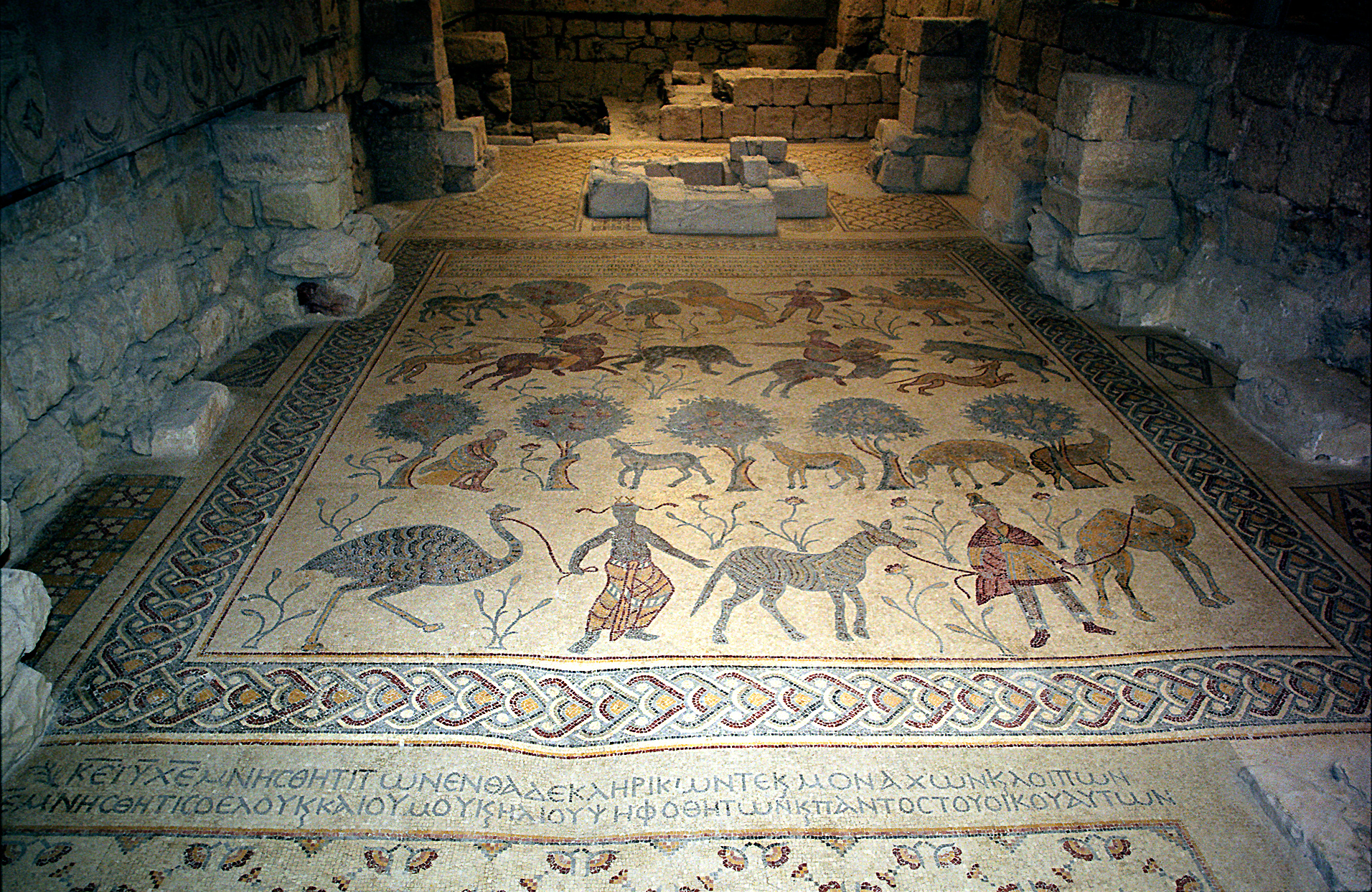
Sòl de mosaic de l'església del mont Nebo (baptisteri, 530)

L'Església dels sants Lot i Procopius es va fundar l'any 567 al poble de Nebo sota el mont Nebo (ara anomenat Khirbet Mukhayyat). El seu mosaic del terra representa activitats quotidianes com la verema. Hi ha dos espectaculars mosaics més que es van descobrir a l'església en ruïnes propera del Predicador Joan. Un dels mosaics es va col·locar sobre l'altre que va quedar totalment cobert i desconegut fins a la restauració moderna. Per aquest motiu les figures del mosaic més antic van evitar les destrosses dels iconoclastes.
La ciutat de Madaba va continuar sent un important centre de fabricació de mosaics durant els segles V-VIII. A l'Església dels Apòstols es pot veure el panell principal Thalassa, deessa del mar, envoltada de peixos i altres criatures marines. També s'hi van afegir ocells, mamífers, plantes i fruits nadius de l'Orient Mitjà.

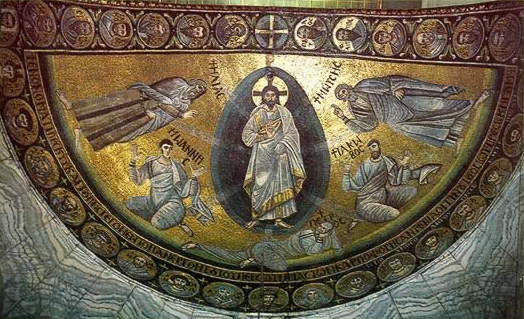
La Transfiguració de Jesús al monestir de Santa Caterina

Importants mosaics de l'època de Justinià van decorar el monestir de Santa Caterina al mont Sinaí a Egipte. En general, els mosaics de les parets no han sobreviscut a la regió a causa de la destrucció d'edificis, però el monestir de Santa Caterina és excepcional. A la paret superior es mostra Moisès en dos panells sobre un fons de paisatge. A l'absis podem veure la Transfiguració de Jesús sobre fons daurat. L'absis està envoltat de bandes que contenen medallons d'apòstols i profetes, i dues figures contemporànies, "L'abat Longinos" i "Joan el diaca". El mosaic va ser creat probablement l'any 565 o 566.
Jerusalem, amb els seus molts llocs sants, probablement va tenir la concentració més alta d'esglésies cobertes de mosaics, però molt poques d'elles van sobreviure a les onades de destruccions posteriors. Les restes actuals no fan justícia a la riquesa original de la ciutat. El més important és l'anomenat "mosaic armeni" que va ser descobert l'any 1894 al carrer dels profetes prop de la porta de Damasc. Representa una vinya amb moltes branques i raïms, que brolla d'un gerro. A les branques de la vinya hi ha paons, ànecs, cigonyes, coloms, una àguila, una perdiu i un lloro en una gàbia. La inscripció diu: "Per la memòria i la salvació de tots aquells armenis dels quals el Senyor coneix el nom". Sota un racó del mosaic hi ha una petita cova natural que contenia ossos humans datats dels segles V o VI. La simbologia del mosaic i la presència de la cova funerària indica que la sala va ser utilitzada com a capella mortuòria.
El 1949 es va descobrir un sòl de mosaic excepcionalment ben conservat, semblant a una catifa, a Betània, la primitiva església romana d'Orient del Lazarium que es va construir entre el 333 i el 390. A causa del seu disseny purament geomètric, el sòl de l'església s'ha de comparar amb altres mosaics de l'època a Palestina i zones veïnes, especialment els mosaics constantinians de la nau central de Betlem. Una segona església es va construir sobre la més antiga durant el segle vi amb un altre terra de mosaic geomètric més senzill.

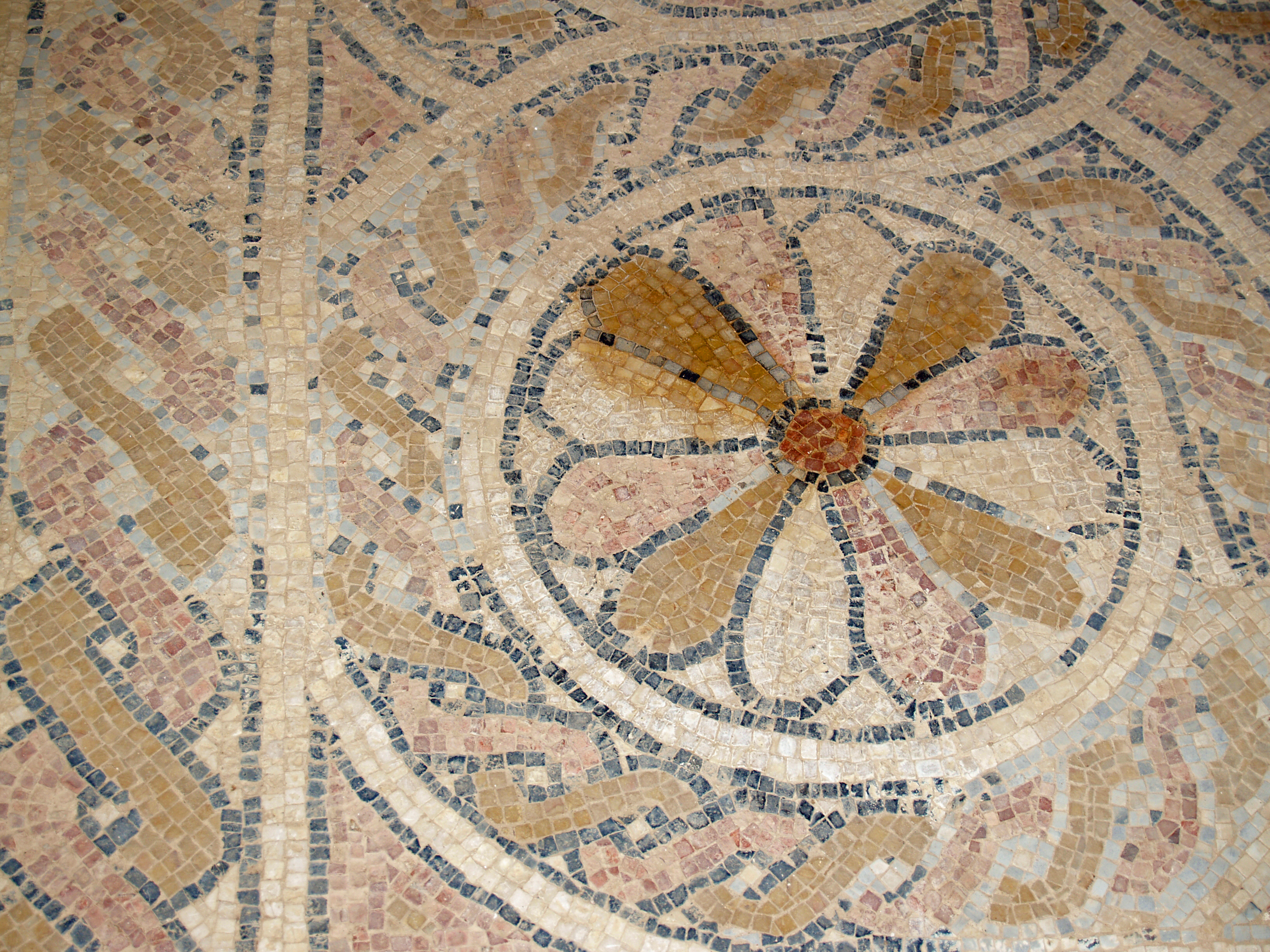
Detall del sòl de mosaic de l'església romana d'Orient de Masada. La comunitat monàstica va viure aquí als segles V-VII.

Les comunitats monàstiques del desert de Judea també van decorar els seus monestirs amb terres de mosaic. El monestir de Martyrius va ser fundat a finals del segle v i va ser redescobert entre 1982 i 1985. L'obra d'art més important aquí és el sòl de mosaic geomètric intacte del refectori, tot i que el sòl de l'església, molt danyat, era igualment ric. Els mosaics de l'església del proper monestir d'Eutimi són de data posterior (descoberts l'any 1930). Es van instal·lar a l'era dels omeies, després d'un terratrèmol devastador l'any 659. Dues estrelles de sis puntes i un calze vermell són les característiques més importants que n'han sobreviscut.

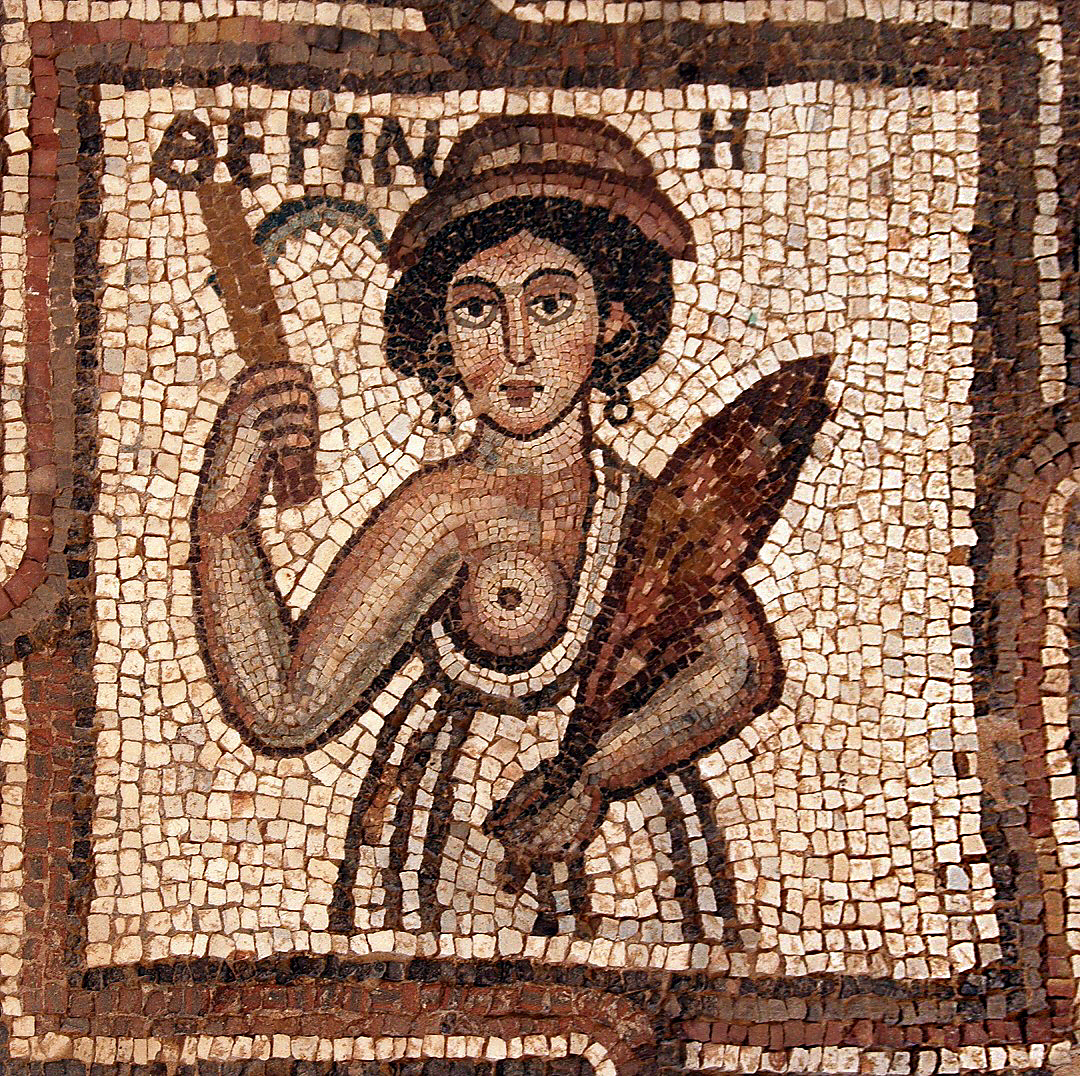
Detall del terra de mosaic de l'església de Petra

L'art del mosaic també va prosperar a la cristiana Petra, on es van descobrir tres esglésies romanes d'Orient. La més important es va descobrir l'any 1990. Se sap que les parets també estaven cobertes amb mosaics de vidre daurat, però només els panells del terra van sobreviure, com és habitual. El mosaic de les estacions de la nau sud és d'aquest primer període constructiu de mitjans del segle V. A la primera meitat del segle vi es van instal·lar els mosaics de la nau nord i de l'extrem oriental de la nau sud. Representen animals nadius i exòtics o mitològics, i personificacions de les estacions, l'oceà, la terra i la saviesa.
La conquesta àrab de l'Orient Mitjà al segle vii no va truncar l'evolució de l'art del mosaic. Els àrabs van aprendre i van acceptar l'ofici com a propi i van continuar la tradició clàssica. Durant l'època omeia el cristianisme va mantenir la seva importància, es van construir i reparar esglésies i alguns dels mosaics més importants de l'Orient cristià es van fer durant el segle viii, quan la regió estava sota domini islàmic.
Els mosaics de l'església de Sant Esteve a l'antiga Kastron Mefaa (ara Um er-Rasas) es van fer l'any 785 (descobert després de 1986). El sòl de mosaic està perfectament conservat i és el més gran de Jordània. Al panell central es representen escenes de caça i pesca, mentre que un altre panell il·lustra les ciutats més importants de la regió. El marc del mosaic és especialment decoratiu. Sis mestres mosaïcistes van signar l'obra: Estauraquis d'Esbus, Euremios, Elies, Constantinus, Germanus i Abdela. Hi ha un altre terra de mosaic sobreposat, malmès, a "Església del bisbe Sergi". A prop es van excavar altres quatre esglésies amb restes de decoració en mosaic.
Els últims grans mosaics de Madaba es van fer l'any 767 a l'església de la Mare de Déu (descoberta l'any 1887). És una obra mestra de l'estil geomètric que té una inscripció grega al medalló central.
Amb la caiguda dels Omeies l'any 750, l'Orient Mitjà va passar per profunds canvis culturals. No es van fer grans mosaics després de finals del segle VIII i la majoria de les esglésies es van anar deteriorant i finalment van ser destruïdes. La tradició del mosaic es va extingir entre els cristians i també en la comunitat islàmica.

#### Països ortodoxos

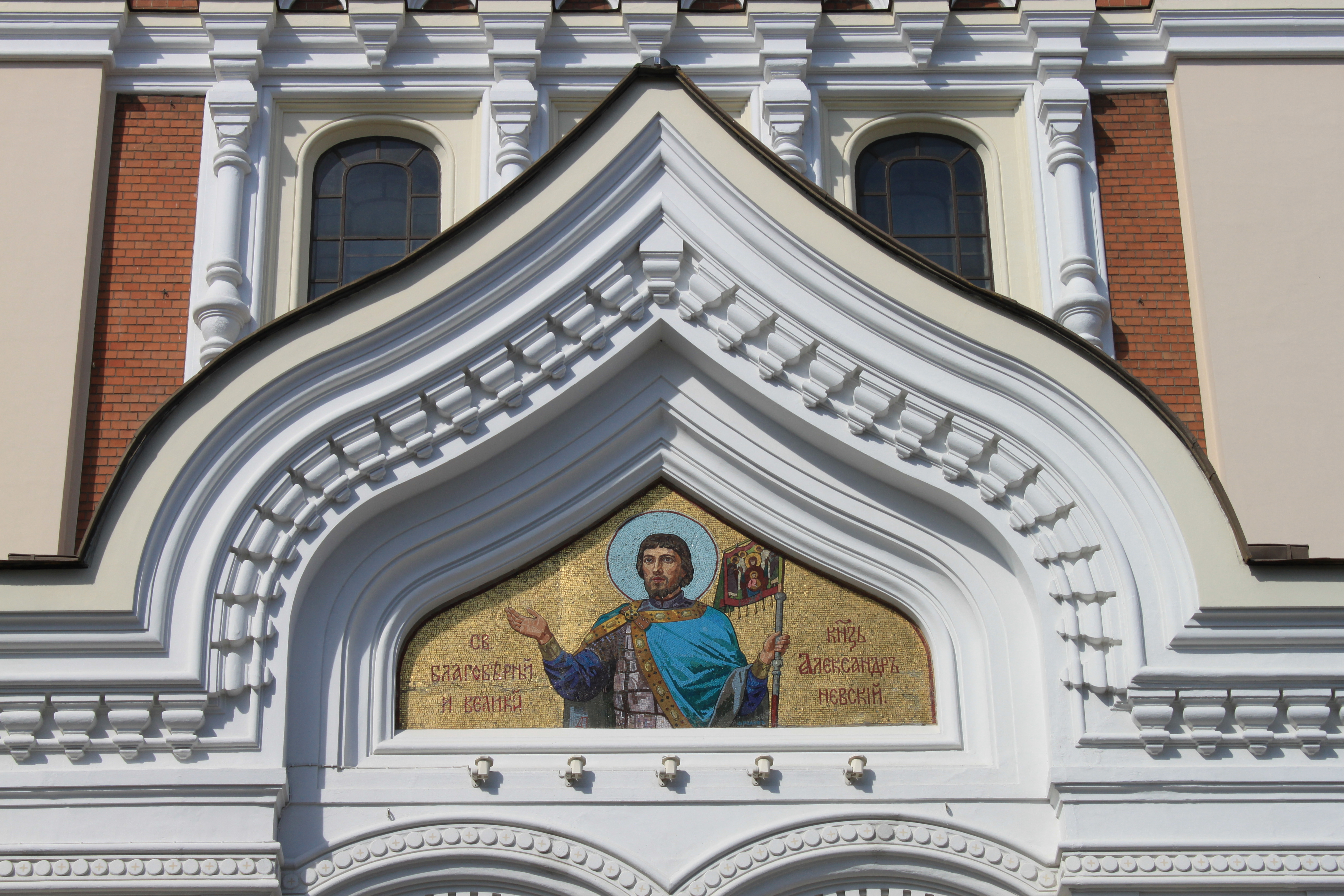
Mosaic al frontó de la catedral d'Alexandre Nevski a Tallinn, Estònia

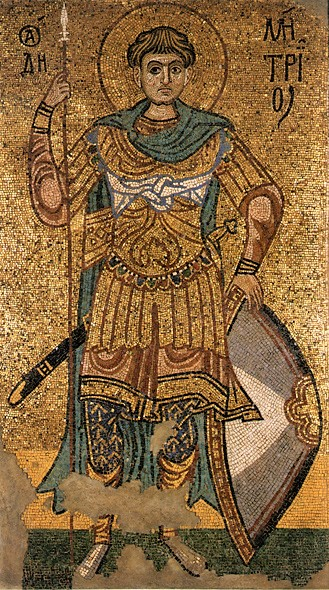
Mosaic de Kíevan de principis del segle XII que representa Sant Demetri.

L'artesania també va ser popular entre el poble Rus durant el principi de l'edat mitjana, heretada com a part de la tradició romana d'Orient. Yaroslav, el Gran Príncep de Rus de Kíev va construir una gran catedral a la seva capital, Kíiv. El model de l'església era la Santa Sofia de Constantinoble, i també s'anomenava catedral de Santa Sofia. Va ser construït principalment per mestres artesans romans d'Orient, enviats per Constantí IX Monòmac, entre 1037 i 1046. Naturalment, les superfícies més importants de l'interior estaven decorades amb mosaics daurats. A la cúpula podem veure el tradicional Pantocràtor recolzat per àngels. Entre les 12 finestres del tambor hi havia els apòstols i els quatre evangelistes a les penyes. L'absis està dominat per un Theotokos orant amb una Deesis en tres medallons a dalt. A continuació hi ha una Comunió dels Apòstols.
El príncep Sviatopolk II va construir el Monestir de Sant Miquel de les Cúpules Daurades a Kíiv l'any 1108. Els mosaics de l'església són, sens dubte, obres d'artistes romans d'Orient. Encara que l'església va ser destruïda per les autoritats soviètiques, la majoria dels panells es van conservar. Petites parts de la decoració de mosaic ornamental del segle XII van sobreviure a la Catedral de Santa Sofia de Nóvgorod, tot i que aquesta església estava decorada en gran part amb frescos.
L'ús de mosaics i frescos al mateix edifici era una pràctica única a Ucraïna. L'harmonia es va aconseguir utilitzant els mateixos colors dominants en mosaic i fresc. Tant la catedral de Santa Sofia com el monestir de cúpula daurada de Sant Miquel a Kíev utilitzen aquesta tècnica. Els mosaics van deixar d'utilitzar-se per a la decoració de les esglésies ja al segle XII als països eslaus orientals. Les esglésies russes posteriors van ser decorades amb frescos, de la mateixa manera que les esglésies ortodoxes als Balcans.

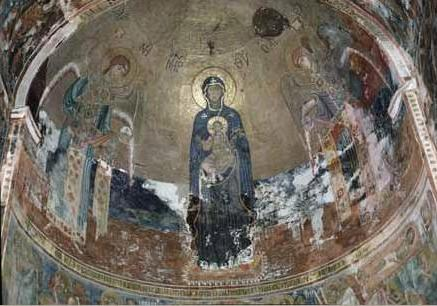
Mosaic de l'absis "Glòria de la Mare de Déu" a Gelati, Geòrgia. c. 1125–1130.

El mosaic de l'absis del Monestir de Guelati és un rar exemple d'ús del mosaic a Geòrgia. Iniciat per David IV de Geòrgia i completat pel seu fill Demetri I de Geòrgia, el panell fragmentari representa Theotokos flanquejat per dos arcàngels. L'ús del mosaic a Gelati dona fe d'una certa influència romana d'Orient al país i va ser una demostració de l'ambició imperial dels bagrationides. L'església coberta de mosaics podia competir en magnificència amb les esglésies de Constantinoble. Gelati és una de les poques creacions de mosaic que van sobreviure a Geòrgia, però els fragments demostren que les primeres esglésies de Pitsunda i Tsromi també estaven decorades amb mosaics, així com altres llocs menys coneguts. Els sòls de mosaic del segle vi destruïts a la catedral de Pitsunda s'han inspirat en prototips romans. A Tsromi les tésseres encara són visibles a les parets de l'església del segle vii, però només unes línies tènues insinuen l'esquema original. La seva figura central era Crist dempeus i mostrant un rotlle amb text georgià.

### Mosaics jueus

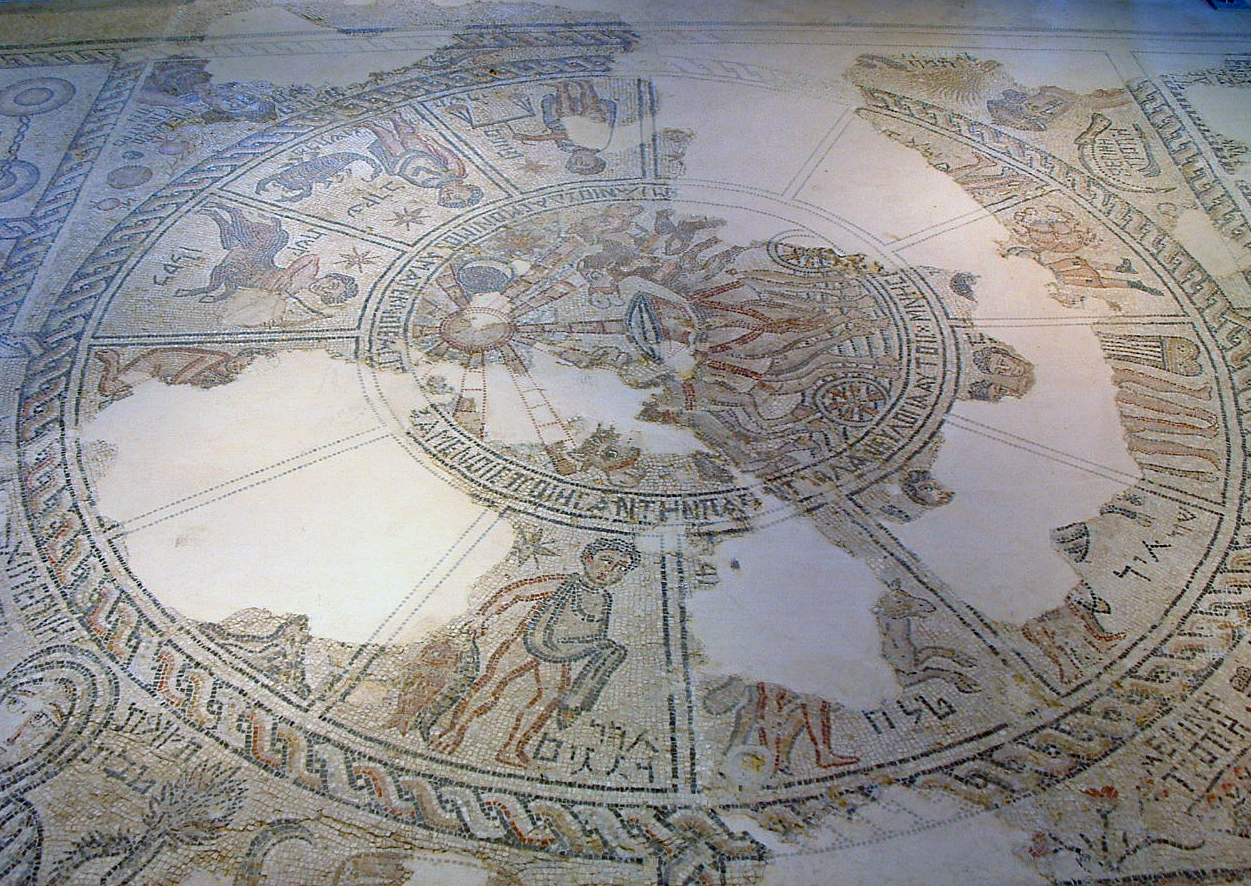
Roda del zodíac al terra de la sinagoga de Seforis.

Sota la influència romana i romana d'Orient, els jueus també van decorar les seves sinagogues amb mosaics de terra clàssics. Molts exemples interessants es van descobrir a Galilea i al desert de Judea.
S'han descobert les restes d'una sinagoga del segle vi a Seforis, que va ser un centre important de la cultura jueva entre els segles III i VII i una ciutat multicultural habitada per jueus, cristians i pagans. El mosaic reflecteix una interessant fusió de creences jueves i paganes. Al centre del pis es representava la roda del zodíac. Helios s'asseu al mig, al seu carro solar, i cada zodíac s'associa amb un mes jueu. Als costats del mosaic hi ha tires que representen escenes bíbliques, com l'enquadernació d'Isaac, així com rituals tradicionals, inclòs un sacrifici cremat i l'ofrena de fruits i grans.

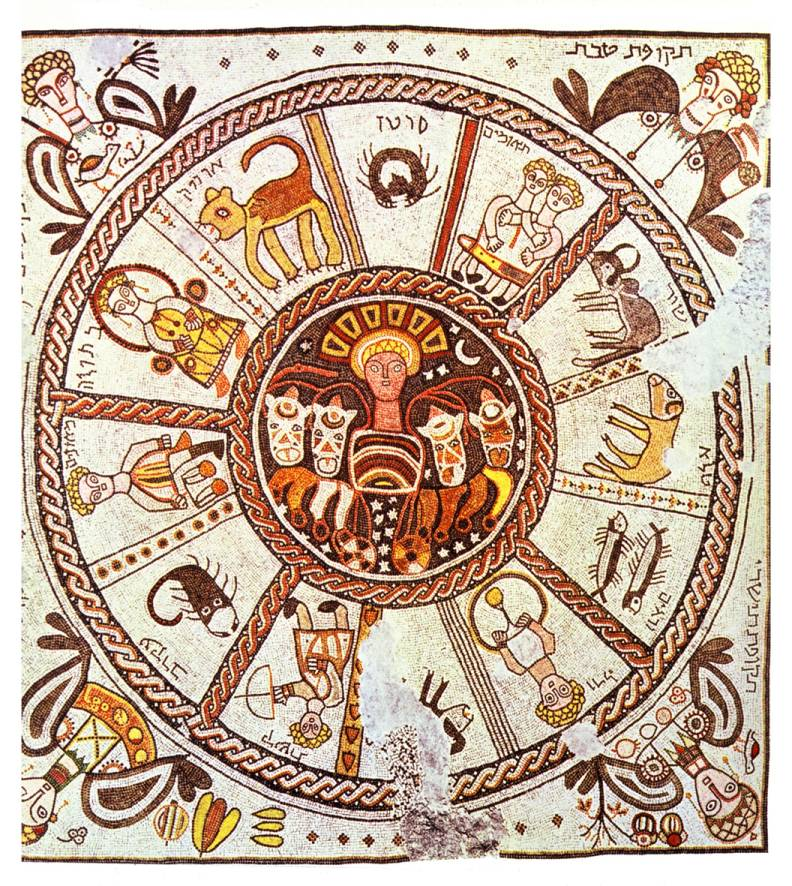
Un altre exemple de roda del zodíac al terra de la sinagoga, en aquesta ocasió a Beit Alfa.

Un altre mosaic del zodíac va decorar el terra de la sinagoga de Beit Alfa que es va construir durant el regnat de Justí I el Vell (518–27). Es considera un dels mosaics més importants descoberts a Israel. Cadascun dels seus tres panells representa una escena: l'arca santa, el zodíac i la història del sacrifici d'Isaac. Al centre del zodíac hi ha Hèlios, el déu del sol, en el seu carro. Les quatre dones de les cantonades del mosaic representen les quatre estacions.
Un tercer mosaic del zodíac magníficament conservat es va descobrir a la sinagoga Severus a l'antiga ciutat turística de Hammat Tiberíades. Al centre del mosaic del segle iv, el déu Sol, Helios s'asseu al seu carro sostenint l'esfera celeste i un fuet. Nou dels 12 signes del zodíac van sobreviure intactes. Un altre panell mostra l'Arca de l'Aliança i objectes de culte jueus utilitzats al temple de Jerusalem.
El 1936, es va excavar una sinagoga a Jericó que va rebre el nom de Sinagoga Shalom Al Yisrael després d'una inscripció al terra de mosaic ("Pau a Israel"). Sembla que va estar en ús des dels segles v al viii i contenia un gran mosaic al terra amb dibuixos de l'Arca de l'Aliança, la Menorà, un Xofar i un Lulav. A prop, a Naaran, hi ha una altra sinagoga (descoberta l'any 1918) del segle vi que també té un terra de mosaic.
La sinagoga d'Eshtemoa (As-Samu) es va construir al voltant del segle iv. El terra de mosaic està decorat només amb motius florals i geomètrics. La sinagoga de Khirbet Susiya (excavada entre 1971 i 1972, fundada a finals del segle IV) té tres panells de mosaic, el de l'est que representa un santuari de la Torà, dues menoràs, un lulav i un etrog amb columnes, cérvols i ariets. El panell central és geomètric mentre que el de ponent està greument danyat, però podria representar a Daniel al cau dels lleons. La sinagoga romana d'Ein Guedi va ser remodelada a l'època romana d'Orient i es va col·locar un sòl de mosaic més elaborat sobre els panells blancs més antics. El disseny geomètric es va enriquir amb ocells al centre. Inclou els noms dels signes del zodíac i figures importants del passat jueu, però no les seves imatges que suggereixen que servia a una comunitat força conservadora.
La prohibició de la representació figurativa no es va prendre tan seriosament pels jueus que vivien a la Gaza romana d'Orient. L'any 1966 es van trobar restes d'una sinagoga a la zona del port antic. El seu sòl de mosaic representa el rei David com Orfeu, identificat pel seu nom en lletres hebrees. A prop seu hi havia cadells de lleó, una girafa i una serp que l'escoltava mentre tocava una lira. Una altra part del terra estava dividida per medallons formats per fulles de vinya, cadascun dels quals conté un animal: una lleona que alleta el seu cadell, una girafa, paons, panteres, ossos, una zebra, etc. El terra es va pavimentar entre el 508 i el 509. És molt semblant que el que es pot observar a la de la sinagoga de Maon (Menois) i a l'església cristiana de Shellal, cosa que suggereix que el mateix artista probablement va treballar als tres llocs.
La casa de Leontius a Bet-Xean (excavada entre 1964 i 1972) és un exemple rar de sinagoga que formava part d'una fonda. Va ser construït a l'època romana d'Orient. El terra de mosaic de colors de la sala de la sinagoga tenia una franja exterior decorada amb flors i ocells, al voltant de medallons amb animals, creats per enreixats de vinya que emergeixen d'una àmfora. El medalló central tancava una menorà (candelabre) sota la paraula shalom (pau).

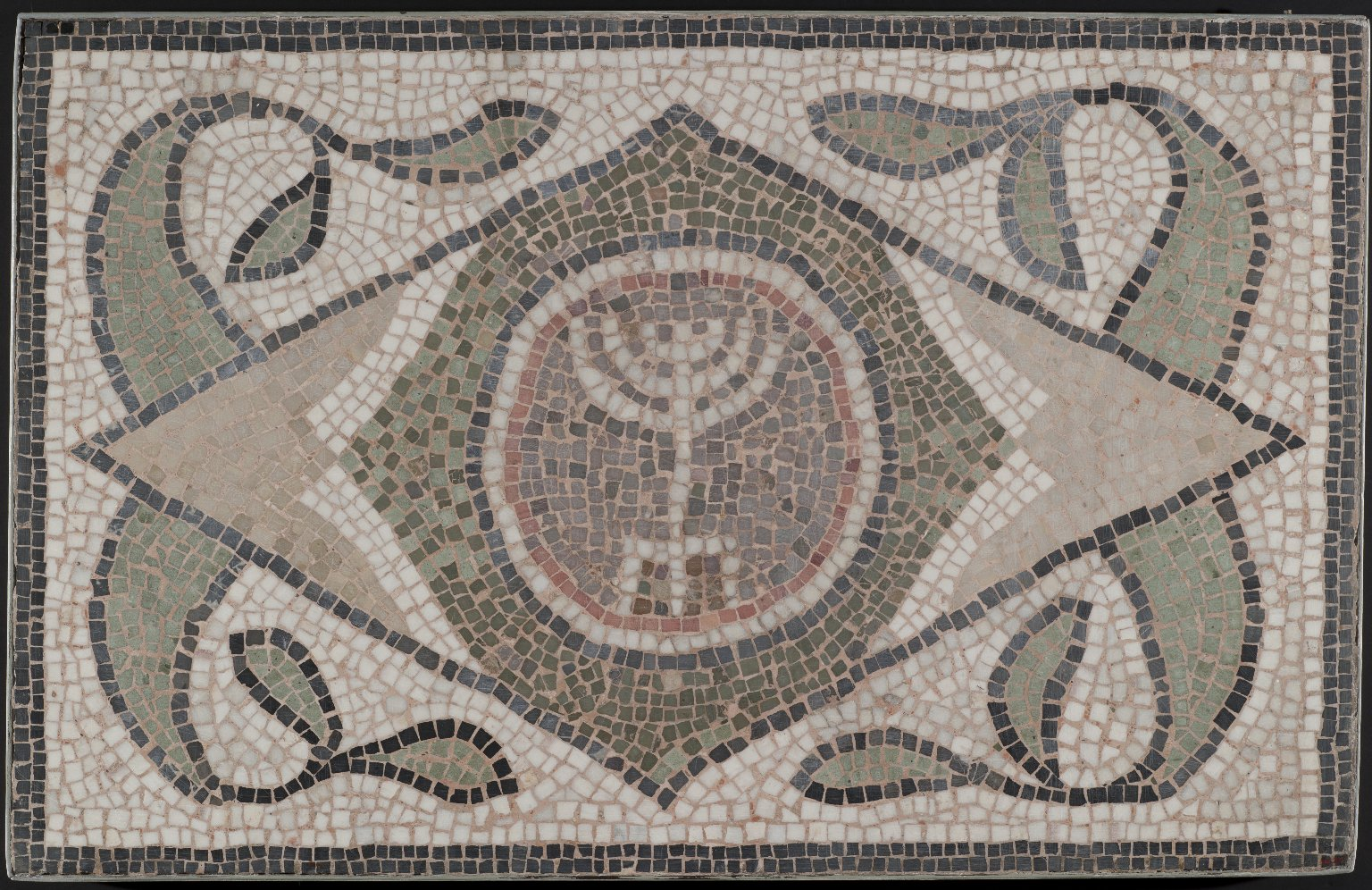
Mosaic de Menorah de la sinagoga Hammam Lif, Tunísia, s. VI. Museu de Brooklyn

Hi ha un edifici del segle v a Huldà que podria ser una sinagoga samaritana. El seu sòl de mosaic conté símbols típics jueus (menorah, lulav, etrog) però les inscripcions són gregues. Una altra sinagoga samaritana amb terra de mosaic es va localitzar a Bet She'an (excavada el 1960). Al terra només presentava motius decoratius i una edicula (ermita) amb símbols cultuals. La prohibició de les imatges humanes o animals va ser observada més estrictament pels samaritanos que els seus veïns jueus a la mateixa ciutat. El mosaic va ser col·locat pels mateixos mestres que van fer el terra de la sinagoga de Beit Alfa. Una de les inscripcions estava escrita en escriptura samaritana.
L'any 2003, es va descobrir una sinagoga del segle v o VI a la ciutat costanera jònica de Sarandë, Albània. Tenia mosaics excepcionals que representaven elements associats a les festes jueves, com una menorà, una banya de moltó i un llimoner. Els mosaics de la basílica de la sinagoga mostren la façana del que s'assembla a una Torà, animals, arbres i altres símbols bíblics. L'estructura mesura 20 per 24 metres i probablement es va utilitzar per darrera vegada al segle vi com a església.

### Art de l'Orient Pròxim i Àsia Occidental

#### Aràbia preislàmica
A l'Aràbia del Sud es van excavar dos mosaics en un Qatabanian de finals del segle iii, dues plaques que van formar una formació geomètrica i de vinyes que reflecteixen les tradicions d'aquesta cultura. A l'època ghassànida va prosperar l'art mosaic religiós al seu territori, s'han trobat cinc esglésies amb mosaic d'aquella època, dues construïdes pels governants ghassànides i les altres tres per la comunitat àrab cristiana que va escriure els seus noms i dedicatòries.

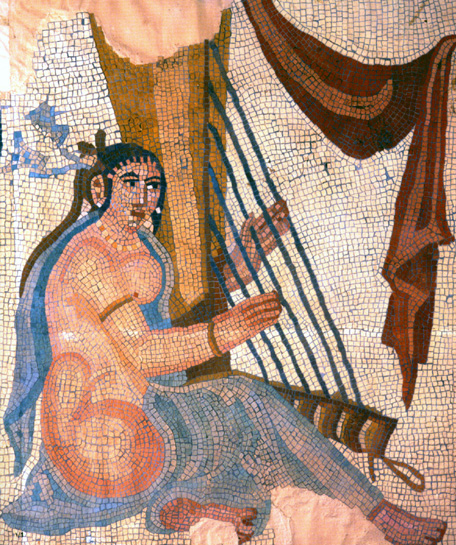
Mosaic de marbre del paviment de l'època sassànida que representa ballarines, palau de Shapur, Bixapur, Iran, c. 260 dC. Excavat per Roman Ghirshman, ca. 1939–1941. Departament d'Antiguitats del Pròxim Orient, Suly, planta baixa, sala 16, Louvre.

#### Pèrsia preislàmica
El treball de rajoles s'hi coneixia des de fa uns dos mil anys quan l'intercanvi cultural entre l'Imperi Sassànida i els romans va influir en els artistes perses per crear patrons de mosaic. Sapor I va decorar el seu palau amb composicions de rajoles que representaven ballarins, músics, cortesanes, etc. Aquest va ser l'únic exemple significatiu de mosaic persa figuratiu, que va quedar prohibit després de Conquesta musulmana de Pèrsia i l'arribada de l'islam.

#### Art islàmic

##### Àrab
L'arquitectura islàmica va utilitzar la tècnica del mosaic per decorar edificis i palaus religiosos després de les conquestes musulmanes de les províncies orientals de l'Imperi Romà d'Orient. A Síria i Egipte els àrabs van ser influenciats per la gran tradició del mosaic romà i paleocristians. Durant la dinastia omeia, la fabricació de mosaics va continuar sent una forma d'art florent a la cultura islàmica i es continua en l'art del zellige i el blau a diverses parts del món àrab, tot i que la rajola es convertiria en la principal forma islàmica de decoració de parets.

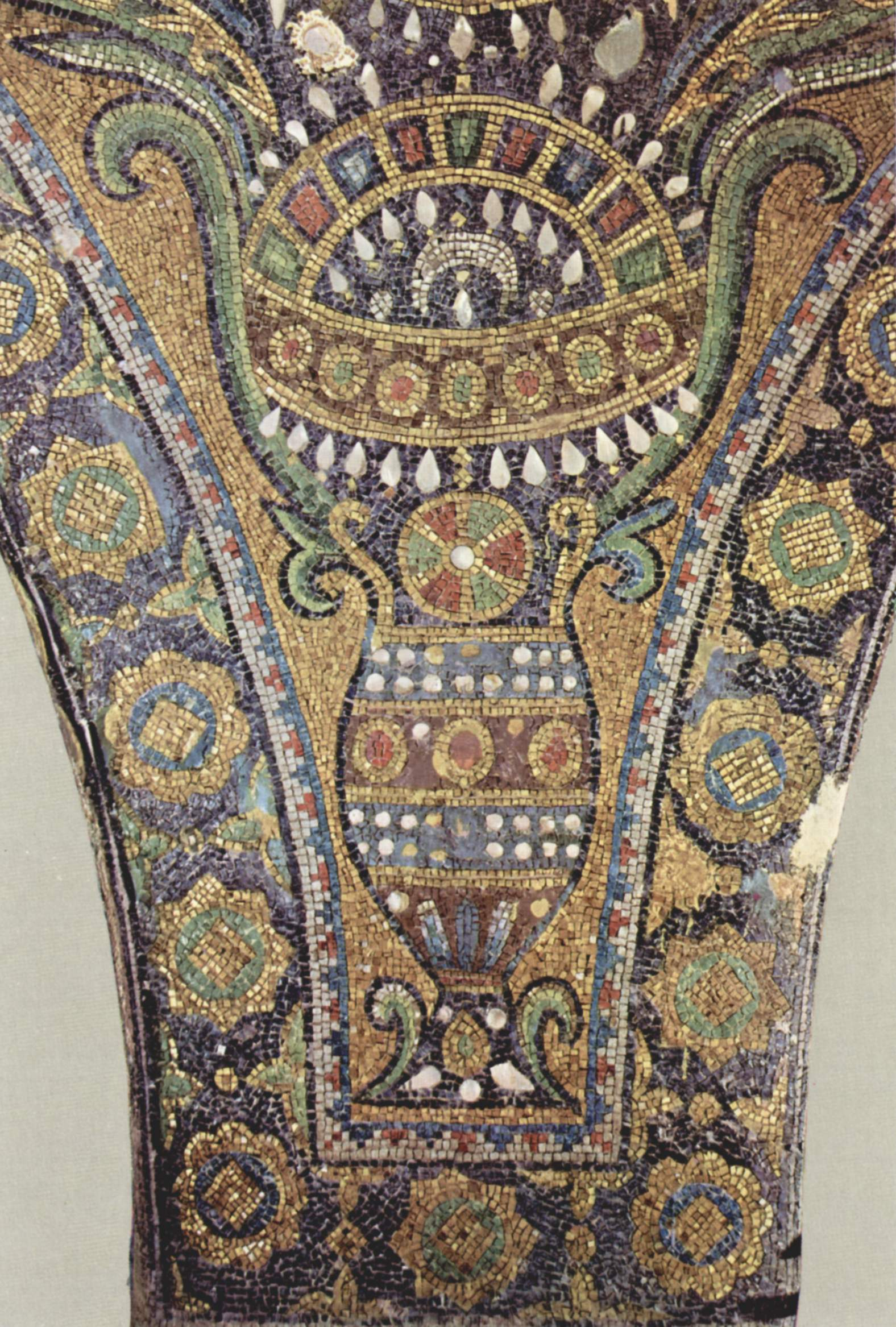
Mosaics islàmics dins de la Cúpula de la Roca a Palestina (cap a l'any 690)

El primer gran edifici religiós de l'islam, la Cúpula de la Roca de Jerusalem, que es va construir entre 688 i 692, va ser decorat amb mosaics de vidre tant a l'interior com a l'exterior, per artesans de la tradició romana d'Orient. Només sobreviuen parts de la decoració interior original. Els rics motius florals segueixen les tradicions romanes d'Orient, i són "islàmics només en el sentit que el vocabulari és sincrètic i no inclou la representació d'homes o animals".
L'obra de mosaic islàmic primerenc més important és la decoració de la mesquita dels Omeies de Damasc, aleshores capital del califat àrab. La mesquita va ser construïda entre els anys 706 i 715. El califa va obtenir 200 treballadors qualificats de l'emperador romà d'Orient per decorar l'edifici. Això ho demostra l'estil parcialment romà d'Orient de la decoració. Els mosaics del pati interior representen el paradís amb bells arbres, flors i petites ciutats i pobles de muntanya al fons. Els mosaics no inclouen figures humanes, cosa que els fa diferents de les obres romanes d'Orient contemporànies semblants. El tram continu més gran subsisteix sota l'arcada occidental del pati, anomenat "Tauler de Barada" pel riu Barada. Es creu que la mesquita tenia el mosaic d'or més gran del món, amb més de 4 m². L'any 1893 un incendi va fer malbé la mesquita i molts mosaics es van perdre, encara que alguns s'han restaurat des d'aleshores.
Els mosaics de la mesquita dels Omeies van inspirar les obres de mosaic posteriors. La Cúpula del Tresor, que s'alça al pati de la mesquita, està coberta de bons mosaics, probablement datats d'unes obres de restauració dels segles XIII o XIV. L'estil d'ells és sorprenentment semblant al Panell de Barada. El mausoleu del sultà Bàybars I, Madrassa Zahiriyah, que es va construir després de 1277, també està decorat amb una banda de mosaics florals i arquitectònics daurats, que recorren dins de la sala de pregària principal.
Les obres de mosaic omeia no religiosos eren principalment panells de terra que decoraven els palaus dels califes i altres alts funcionaris. Estaven molt modelats després dels mosaics de les vil·les romanes, abans comuns a la Mediterrània oriental. L'exemple més excel·lent es pot trobar a la casa de banys Khírbat al-Màfjar, Palestina, que es va fer cap al 744. El panell principal representa un gran arbre i a sota un lleó atacant un cérvol (costat dret) i dos cérvols pasturant pacíficament (costat esquerre). El panell probablement representa un bon i un mal govern. Mosaics amb motius geomètrics clàssics van sobreviure a la zona de banys del complex del palau omeia del segle VIII a Anjar, al Líban. La luxosa residència del desert d'Al-Walid II a Qasr al-Hallabat (a l'actual Jordània) també estava decorada amb mosaics de terra que mostren un alt nivell d'habilitat tècnica. El panell millor conservat a Hallabat està dividit per un Arbre de la Vida flanquejat per animals "bons" per un costat i animals "dolents" per l'altre. Entre les representacions Hallabat hi ha volutes de vinya, raïm, magranes, òrix, llops, llebres, un lleopard, parelles de perdius, peixos, toros, estruços, conills, moltons, cabres, lleons i una serp. A Qastal, prop d'Amman, les excavacions de l'any 2000 van descobrir els primers mosaics omeies coneguts a l'actual Jordània, que dataven probablement del califat d'Abd-al-Màlik ibn Marwan (685–705). Ocupen bona part del pis d'un edifici finament decorat que probablement servia de palau d'un governador local. Els mosaics Qastal representen patrons geomètrics, arbres, animals, fruites i rosetes. Excepte el pati obert, l'entrada i les escales, els pisos de tot el palau estaven coberts de mosaics.
Alguns dels millors exemples de mosaics islàmics posteriors es van produir a l'Espanya morisca. Els mosaics daurats del mihrab i la cúpula central de la Mesquita de Còrdova tenen un caràcter decididament romà d'Orient. Van ser fets entre 965 i 970 per artesans locals, supervisats per un mestre mosaïcista de Constantinoble, que va ser enviat per l'emperador romà d'Orient al califa omeia d'Espanya. La decoració està composta per arabescs florals de colors i bandes àmplies de cal·ligrafia àrab. Es pretenia que els mosaics evocaven el glamour de la Gran Mesquita de Damasc, que es va perdre per a la família omeia.
Els mosaics generalment van passar de moda al món islàmic després del segle viii. Efectes similars es van aconseguir amb l'ús de rajoles pintades, ja sigui geomètriques amb rajoles petites, de vegades anomenades mosaic, com els Zellige de l'Àfrica del Nord, o rajoles més grans pintades amb parts d'un gran esquema decoratiu (Qashani) a Pèrsia, Turquia i més a l'est.